# ケネディ大統領暗殺事件
ケネディ大統領暗殺事件（ケネディだいとうりょうあんさつじけん、英: Assassination of John F. Kennedy）は、1963年11月22日金曜日、現地時間12時30分にテキサス州を遊説中の現職の第35代アメリカ合衆国大統領ジョン・F・ケネディがダラス市内を、パレード中に銃撃され、死亡した暗殺事件である。
1963年11月22日金曜日、現地時間12時30分にテキサス州を遊説中のジョン・F・ケネディがダラス市内をパレード中に銃撃され死亡した。約1時間後に逮捕され犯人とされた元軍人リー・ハーヴェイ・オズワルドは2日後にダラス警察署で実業家ジャック・ルビーに銃撃されて死亡し、法廷に立つことは無かった。
また、翌年に出されたウォーレン委員会の公式調査報告は事件をオズワルドの単独犯行として大統領は後方から撃たれたと結論づけた。しかしこの調査報告に対して数々の疑惑と反証になるライフル銃弾の軌道や周囲の状況証拠や証言が出るなど長年にわたって真相についての議論が続き、白昼に多くの人々が見ている前で起こった衝撃的な銃撃による現職大統領の死、犯人がすぐに殺害される意外な展開、その後に暗殺の動機も背後関係もわからず多くの謎を残したまま捜査が終了したことから数々の陰謀説が出て、事件から半世紀が過ぎてもなお論議の的となっている。

## 事件概要
事件は、この日に遊説のためテキサス州ダラス市に到着したケネディ大統領夫妻が、テキサス州のコナリー知事夫妻の案内で、空港からリムジンに同乗して市内をパレードしていた最中に突然3発の銃弾が撃ち込まれたことで起こった。

### テキサス遊説の背景
ケネディ大統領が1963年11月下旬のこの時期にテキサス州を遊説することにしたのは、以下の3つの理由からであった。
- 翌1964年11月の大統領選挙に向けて民主党選挙戦資金の寄付を求めるため。
- その大統領選挙での再選へ向けての選挙活動の開始。南部諸州は以前は「民主党の金城湯池」と言われる牙城であったが、前年とこの年の夏にアフリカ系住民に対する人種差別について強硬な姿勢を取ったケネディに対する反感が渦巻き、翌年の大統領選挙で共和党から立候補が確実視されていた超保守派のバリー・ゴールドウォーター[注釈 1] に南部諸州の全てで敗北するとの予想が秋頃から民主党にはあった。そこで南部の中で唯一民主党が勝利する可能性があるのがテキサス州であった。選挙人数も南部で最大の州であり、ジョンソン副大統領の地元でもあり、最初のテコ入れをテキサス州にして、最低でもテキサスだけは確保するつもりであった[注釈 2]。
- 前回1960年の大統領選挙では、ジョンソンの地元であるのにケネディ-ジョンソン組がテキサス州では辛うじて勝っただけで（ダラスでは共和党に敗北した）、しかもテキサス州の民主党内では、保守的なコナリー知事と、ケネディと親しいヤーボロー上院議員が対立しており、このテキサスの民主党有力メンバーとの関係を修復させる狙いもあった。

行程は11月21日(木)にホワイトハウスを発ち、大統領専用機でテキサス州サンアントニオからヒューストンを経て、深夜にフォートワースに到着、翌11月22日金曜日の朝にフォートワースからダラス、最後はオースティンへ行き、そしてオースティン西方にジョンソンが保有する牧場で週末を過ごす予定であった。

### ダラス到着

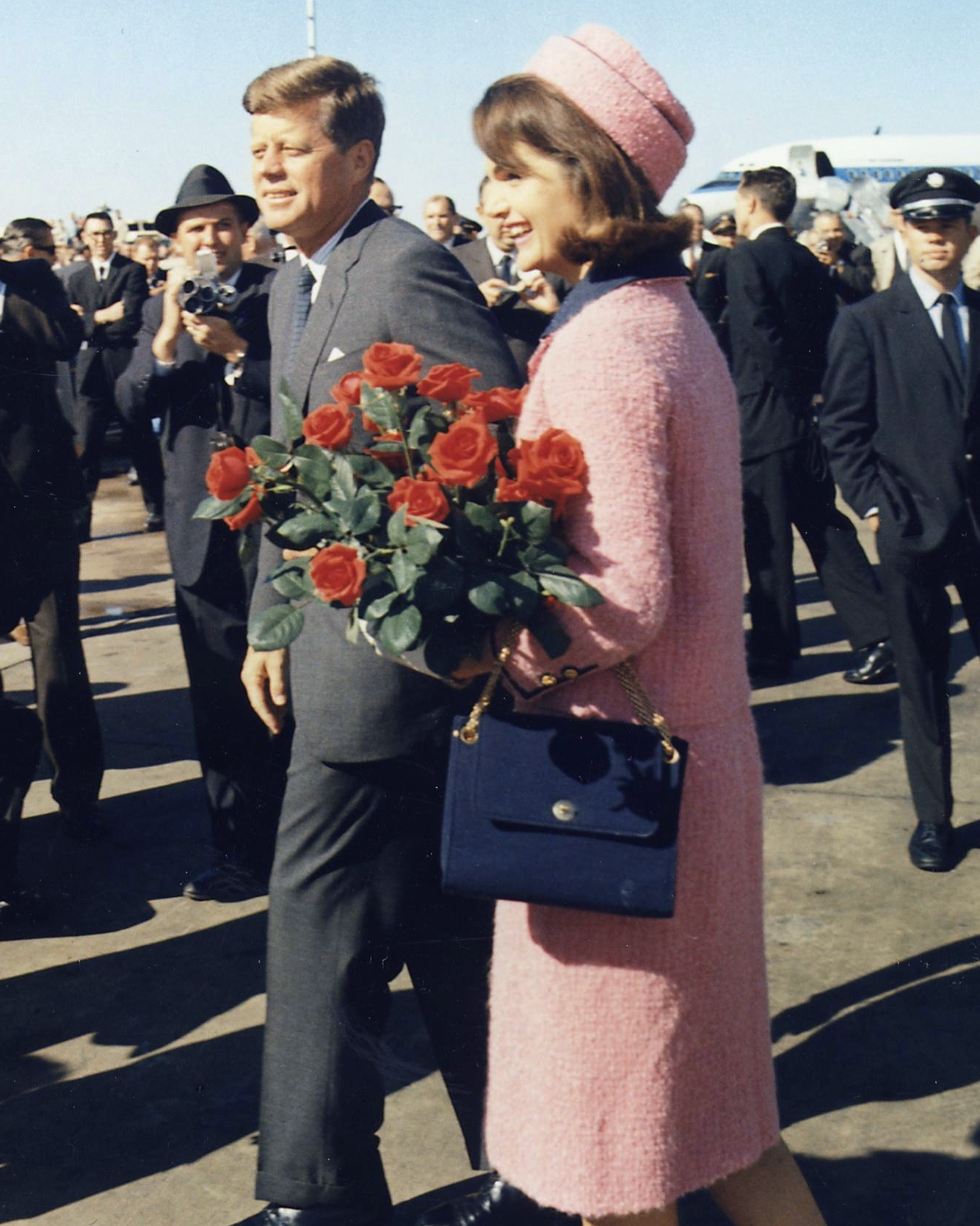
ダラス・ラブフィールド空港に到着した大統領夫妻（1963年11月22日11時40分）

1963年11月22日の朝、フォートワースでの朝食会に出席した、終了後、ケネディ大統領夫妻は大統領専用機でダラスに向かい、11時40分にダラス・ラブフィールド空港に到着した。
11時50分にケネディ大統領夫妻とコナリー知事夫妻はラブフィールド空港から、フェアチャイルドC123輸送機によりワシントンD.C.から運ばれた1961年式のリンカーン・コンチネンタルをオープントップに改造したパレード専用の世界に1台しかない大統領専用リムジンに乗車して空港を出発した。
リンカーン・コンチネンタルには最後列右側にケネディ、左側に妻のジャクリーン・ケネディ、その前列の右側にテキサス州知事ジョン・コナリー、左側にその妻アイダネル（通称ネリー）・コナリー、その前の運転席（左側）にホワイトハウスシークレット・サービスのビル・グリアー、その助手席（右側）に同じシークレット・サービスのロイ・ケラーマンが乗車した。

#### ルーフのないリムジン
佐々淳行は、ケネディ側がこのリムジンへのバブルトップ（透明なルーフ）設置を拒否したことが暗殺成功の要因だとしたが、この当時のバブルトップとは雨を防ぐためだけのプラスチック製シールドで、防弾仕様ではなかった。11月22日の午前中、ダラスは雨の心配もなく晴れ渡ったので、バブルトップで雨を防ぐ用意をする必要はなかった。

### 市内パレード

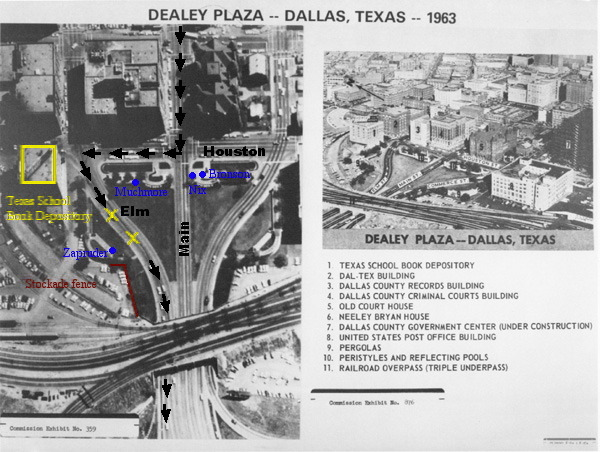
暗殺事件現場のディーリー・プラザ。パレードの方向は黒の矢印、黄色い四角が犯人がいたとされる教科書倉庫ビル、黄色いバツ印2か所が狙撃された地点

ラブフィールド空港からのパレードには合計12台 の車が参加して、車列の先頭が先導する白バイで次にシークレット・サービスだけが乗った車で、その次が大統領夫妻が乗ったリンカーン・コンチネンタル、その後ろに再びシークレット・サービスが乗った車、そしてその次にジョンソン副大統領とレディバード夫人が乗った車を中心にパレードの車列は11時50分にラブフィールド空港を出発し、ダラス市内を時速16キロメートル（時速10マイル）前後の速度を保ったまま、ダラス・トレードセンターに向かってゆっくりと進んだ。
ダラスの至る所、ルートに沿ってケネディに批判的ないくつかの団体がプラカードを掲示しビラを配布した。手製の抗議サインは車列の見物人達によって高く掲げられた。しかし車列は、ケネディが数人の修道女および数人の児童と握手するために2度止まる以外はほとんど何事もなくその全ルートを通過した。大通りに入ったリムジンの前に1人の男性が走り寄ったが、シークレット・サービスによって地面へ押し倒され車列から遠ざけられた。しかし全体として沿道は歓迎ムードで、後にコナリー知事は「心からの温かさ、理解、敬意を示す大変な数の市民が繰り出していた。大統領もジャクリーン夫人も心から喜んでいる様子であった。」と語っている。ネリー夫人は大統領の方を振り返り「これでもうダラスがあなたを歓迎していないって、おっしゃらないでしょうね」と言うと大統領は「もちろん。考えていませんとも」と答えている。 これがジョン・F・ケネディの生涯最後の言葉となった。
12時30分にケネディのリムジンはメイン通りからディーリー・プラザに入って右折し、ヒューストン通りをテキサス教科書倉庫ビルの正面にゆっくり進んだ。そして次にリムジンはゆっくりと左折して、エルム通りに入り、教科書倉庫ビルからわずか20メートル離れた位置に達した。

### 狙撃

ザプルーダー・フィルムより白黒で複写された、ケネディ大統領に最初の銃弾が命中した瞬間のコマ。ケネディは被弾した喉を手で押さえている。

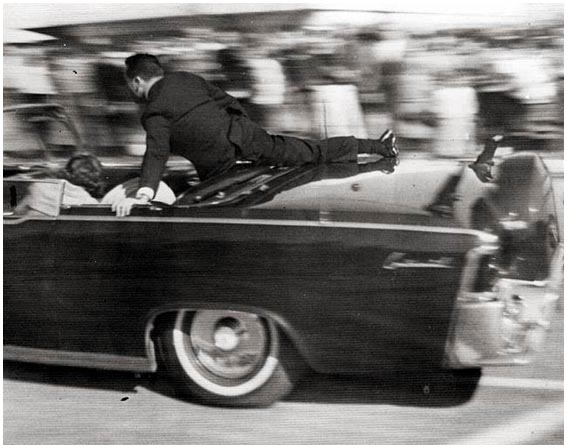
狙撃直後、後方の護衛車からリムジンに飛び移るシークレット・サービスのクリント・ヒル

リンカーン・コンチネンタルが教科書倉庫ビルの前を通過し、緩やかな下り坂をブレーキを掛けて速度を落としながら走行（この時のシークレット・サービスの運転は明らかに護衛対象を危険に晒すものであった。）するという絶好の機会を利用したかのように立て続けの発砲音が轟き、およそ6 - 9秒の間にケネディは狙撃された。狙撃の間リムジンの速度は時速14キロメートル（時速9マイル）から時速21キロメートル（時速13マイル）であった。ウォーレン委員会はその後、3発の銃弾の内1発は車列を外れ、1発がケネディの頸部に命中、貫通のうえコナリーを負傷させ、最後の1発がケネディの頭部に命中し、致命傷を与えたと結論を下した。全ての委員がケネディに2発の銃弾が命中し、頭部への被弾で死亡したことを認めている。
犯人が最初の第1発目の発射後、群衆から様々な反応が起こった。多くの者は後にクラッカーかアフターファイアーが鳴ったと思ったと証言している。リムジンに乗っていた大統領夫妻や知事夫妻は一斉に右方向を向き、大統領は喉を押さえるように両腕を開き胸に当てて頭を下向きにして苦しい顔になり、ジャクリーン夫人は一瞬何が起こったのか判らず、大統領の顔を覗き込んだ。その前列では撃たれたコナリー知事が「ノー、ノー、ノー！大変だ、皆殺しにされるぞ！」と叫び、その声で運転していたビル・グリアーは素早く振り向き、叫んでいる知事と大統領を確認して前方を見た。その時に彼はブレーキを踏んでおり、再び後方を振り向くとケネディが頭部に致命傷を負う瞬間を実際に目の前で目撃することとなった。。

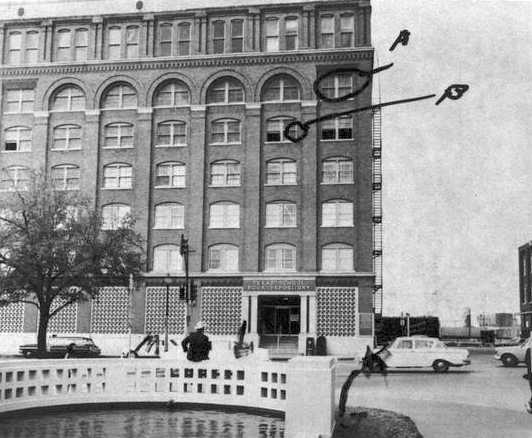
犯人が狙撃したとされる教科書倉庫ビル。6階右端の窓（写真の印(A)）から撃ったと目撃されている。

ケネディに命中した第2発目がケネディの右側頭部を貫通すると、彼はわずかに前傾し、彼の頭部右側の傷が頭蓋を開き、右肩は前方にねじれ僅かに上向きになり、その後座席後方のクッションに垂直にぶつかり、すぐに妻のいた左側に崩れ落ちた。ジャクリーン夫人が動転して後方に目を移し、オープンカーの後方のトランクに這い出た（この時、夫人はトランクに飛び散ったケネディの頭部の骨片を手にしており、病院到着後に医師に渡している）。1発目の直後に後続の車を降りて駆け寄った護衛官のクリント・ヒルが夫人が這い出るのとほぼ同時にリンカーン・コンチネンタルに追いつき、トランクに飛び乗って夫人を座席に押し戻し、パークランド記念病院へ向かうよう、大統領専用車の前席にいたケラーマンが運転手に指示した。
テキサス教科書倉庫ビルの前は芝生の広場で通称ディーリー・プラザと呼ばれている。この広場の道路をリンカーン・コンチネンタルが猛スピードで走っていくところを目撃した市民は一斉に現場から逃走した。ダラス警察の白バイ隊員がバイクを置いてその場で拳銃を取り出して警戒したが、状況をよく把握できていなかった。

### 大統領の被弾
大統領が最初の弾を受けた時は喉に手を当てようと両腕の肘が上に向かっている。背中の上部から喉仏に貫通したと見られているが、この1発だけの被弾であれば致命傷に至らなかったとも言われている。2発目が大統領の右側頭部を貫き、大統領の頭部はひどく破壊され、これが致命傷になった。狙撃の瞬間をたまたま8mmフィルムで撮影していたエイブラハム・ザプルーダーのいわゆるザプルーダーフィルムの映像（後述）では、被弾した際に大統領の身体が一瞬後方に動いて、その致命的な射撃は前方から行われたようにも見えることから、オズワルド以外の狙撃者の存在について様々な議論を生んだ。
ただし、ザプルーダーフィルムのコマ番号313では血しぶきなどの飛沫は前方に飛び散っているとされている一方、大統領夫妻の乗る車の左後方にバイクで張り付いていた警官は、砕かれた脳の欠片と血しぶきを浴びて横転しそうになったと証言している。

### 夫人の証言
ジャクリーン夫人は後にウォーレン委員会での証言で「銃撃は2発しかなかったと記憶している」「1発目が当たった時、彼がちょっと訝しげな表情を顔に浮かべていて片手が上がっていた」「2発目で吹き飛ばされた彼の頭蓋骨を押さえようと彼の髪をしっかり押さえて、彼の頭を膝に載せて車内で伏せていた」と述べて、後方に這い出したことは「そのことは全く覚えていない」と説明している。

### コナリー知事夫妻の証言
コナリー知事および知事夫人は1967年のインタビューにて「すべての銃撃は右後ろから発射された。」と証言している。

### ザプルーダーの証言
1967年6月26日テレビのインタビューで「私は弾道の専門家ではありませんが、もし右耳から（グラッシーノールの柵から）発砲があったなら、違う音が聞こえると思います。私は銃声が--方向はわかりませんが--テキサス教科書倉庫から撃ち込まれたのを聞きましたが、どれも同じような音でした。音にまったく違いがないんです。」柵からの銃撃があれば、ほとんど彼の耳元をかすめていったはずだが、彼はグラッシーノールは関係ないということに同意する傾向があった。彼のいた場所と柵とは約6メートルの距離である。彼とその秘書マリリン・シッツマンは、コンクリートの壁の上に立っており、柵の中を見ることができる位置にいた。

### マリリン・シッツマンの証言
1966年11月29日インタビューで「銃撃の音についてですが、最初の音は、まるで爆竹のような音でした。2発目の音も1発目と同じように聞こえました。2発の音に違いはありませんでした。もし仮に、2発目の銃弾が1発目と違う場所から発射されたとしたら、たとえば、右側のもっと近い場所から発射されたとしたら、私の耳にはもっと大きく聞こえたはずですし頭の横で鐘が鳴るように感じたと思いますが、そんなことはありませんでした。だって、私は木の柵の間近に立っていたんですよ。本当にすぐ近くでした。でも2発の音に違いはありませんでした。その日の出来事でもう一つ覚えているのは、黒人のカップルのことです。彼らは、だいたい18歳から21歳くらいの若い男女で、ちょうど私の右側で、木の柵のすぐ真ん前あたりにあるベンチに座って昼食をとっていました。彼らはそこで昼食を取っていたのです。食事が入った袋を持っていました。そしてコーラを飲んでいました。なぜ、私がそのことを覚えていたかと言いますと、最後の銃声がした後、車がトリプルアンダーパスのほうに消えました。そのとき、ガラスが割れる音がしたのです。そして、音の方向に目をやると、その黒人の男の子がコーラのボトルを投げ落として、投げ落とすと同時に後ろの方に向かって走り出しました。もちろん、その行為自体は、特におかしな点はありませんでした。なぜなら、皆、その方向に走っていたんですから。それから私の左手にいた丘の人々もそちらに向かって走り出していました。私の考えでは、ザプルーダ氏はあの子達が投げたコーラの瓶が割れる音を聞いたのではないでしょうか？そのとき、彼はビクッと飛び上がりましたが、私は銃声ではないと分かりましたので飛び上がることはありませんでした。でも、ガラス瓶の割れる音は、銃声よりも大きかったんですもの。この木の柵と、コンクリートの壁あるいは、遊歩道のあたりを見ましたが、先ほどの黒人のカップル以外誰もいませんでした。」と証言している。

### アルトゲンの証言
大統領の車の近くで絶好の見晴らしの良い場所にいたAP通信のカメラマン、アルトゲンは「ケネディ大統領が近づいてきて、ほとんどカメラを目の高さまで持ってきたときに、頭を撃たれたんです。ケネディの頭を吹き飛ばした銃弾が後ろからやってきたことはとても明らか（so obvious）だった。というのも、銃弾により彼は前のめりになったからです。」「人々がグラッシーノールの丘の上へ走っていったのは奇妙だった。」と1967年テレビインタビューで証言している。

### ハーチェル・ジャックスの証言
副大統領車の運転手であった彼は「ライフルの銃撃は、私の後ろからやってきた。振り向いて教科書倉庫を見上げた。柵のエリアから撃たれたという意見には同意しません。そこだとは思いません。私が聞いたのは3発の銃撃、3つの衝撃を感じた。」と1967年テレビインタビューで証言している。

### チャールズ・ブラムの証言
「1発目から3発目までは約7秒。私が警察官に伝えたのは、教科書倉庫かその隣のビルから発射されたと思うと。いずれにせよ、大統領の後ろから銃撃があったのは絶対(Absolutely)です。」

### ウィリアム・ニューマンの証言
パーゴラの北側を指示して「銃撃が来た方向はだいたいこの辺りです。」、「1963年11月22日に『大統領が撃たれた直後、立ち上がった。』と証言したのは間違いで、両腕をあげた動作だった。」と証言している。

### ビューエル・ウェズリー・フレージャーの証言
「前日、オズワルドから下宿に取り付けるカーテンロッドを取りに行きたいから、ペイン宅まで車に乗せて欲しいと依頼された。翌朝、カーテンロッドが入っているとする紙袋を持ったオズワルドと共に教科書倉庫へ出勤した。」だが、オズワルドの下宿には既にカーテンロッドがついておりカーテンもあった。「発砲は3発だった。発砲は、パーゴラの裏、北西の角から聞えた。」

### マリオン・ベイカーの証言
「ケネディ大統領のリムジンが左折したあと、3発の銃撃を聞いた。教科書倉庫からだった。」

### ユージン・ブーンの証言
「銃撃後、メイン通りから芝生を超えてエルム通りへ渡り、最終的には、柵とコンクリートの壁を越えて、グラッシーノールの駐車場へ入りました。グラッシーノールにも鉄道エリアにも狙撃者も足跡も焼けた葉っぱなどの痕跡もなかった。」

### 記録された暗殺（ザプルーダー・フィルム）
大統領一行がダラスに到着した時に、地元のラジオおよびテレビ局は空港での到着の模様は中継放送したが、市内パレードの中継はしなかった。そして目的地のダラス・トレードセンターの昼食会の会場にテレビカメラを設置して昼食会を中継する予定であった。後にKBOX-AMはその日のニュースの抜粋で銃撃の音をLPレコードで放送したが、それはオリジナルの録音ではなかった。車列の後方の車に乗車した各メディアの記者やカメラマン を除いて、ほとんどの報道機関はトレードセンターでケネディの到着を待っていた。
しかしながら、ディーリー・プラザでの暗殺現場はサイレントの 8mmフィルムに26.6秒間記録されていた。アマチュアカメラマンのエイブラハム・ザプルーダーが撮った物である為、後にザプルーダー・フィルムの別名で呼ばれるようになった。
FBIはザプルーダーが使っていた8ミリカメラが毎秒18.3コマで動いていたことから、暗殺時の大統領のリムジンの速度は時速11.2マイル（18キロ）であったと推測した。そしてザプルーダーフィルム全486コマから各コマに番号を確定して、大統領が頭部に致命傷を負った弾を被弾したコマを番号313 と指定した。そして大統領が1発目の銃弾を受けたのが番号210から224の間と確定した。1発目は道路標識に遮られて、被弾した瞬間の大統領の様子は写っていない。大統領の顔が再び写っていたのは番号225で明らかに撃たれている様子であったため、それ以前に撃たれたと見られている。そしてコナリー知事が被弾した反応を示したのは番号240であることが分かった。被弾した反応であって被弾から反応までタイムラグが生じる。被弾した際、後ろから殴られたような衝撃を感じたが、病院に着くまで痛みは一切感じていなかったとコナリー知事はウォーレン委員会で証言している。
これは事件直後にFBIが報告した、合計3発撃ち込まれて、1発目が大統領へ、2発目が知事へ、3発目が再び大統領へ当たったという内容と矛盾することとなった。オズワルドが撃ったとされるライフル銃 で連射した場合、「好機をとらえた二発の命中弾」の最低限の時間は2.3秒でザプルーダーフィルムで42コマが必要であった。ここに当初考えられた単独の狙撃犯ではなく、別に狙撃犯がいたのではと考えられることとなった。だが、車内から見つかった銃弾は2発分しかなく、FBIの報告は誤りであると結論づけられた。
暗殺を現場で目撃し記録した者は、ザプルーダーだけではなかった。いずれも、ザプルーダーのフィルムに比べて遠くからではあるが、狙撃の瞬間をフィルムに撮影した者は他に3人いることが知られている。その他にも、暗殺時刻あたりで現場やその周辺をフィルム撮影した者は、ディーリー・プラザに多数いたことが知られているほか、暗殺時ケネディの車列が通行していたエルム通りの南側で、身元不明の青い服を着た女性がフィルム撮影を行っていたことが分かっている。写真（静止画）撮影も多くの人々によって行われている。事件発生時、ディーリー・プラザには32人ものプロ、アマの写真家がいた。その中でプロの写真家は、ジェームス・アルトゲンというダラスのAP通信のジャーナリスト唯一人であった。アルトゲンが撮影した写真は、この暗殺事件を撮影した写真の中でも最も有名なものの一つである。
JFK暗殺事件の専門家として知られているエミー賞受賞者のデール・K・マイヤーズ(Dale K. Myers)氏による、ザプルーダーフィルム等を使用してケネディ暗殺事件を再現したCG分析により、3発の銃弾による二人の反応が番号157、番号223-224、番号313と特定されている。3発の発砲にかかった時間は、少なくとも約8.5秒と算定できるが、これには銃撃音が二人まで届くのにかかった時間とそれを聞いて反応するのにかかる時間は含まれていない。223-224フレームでの二人の位置関係とその後の動きが、テキサス教科書倉庫の6階窓の狙撃手の巣と呼ばれる場所から発射された1発の弾丸が2人を襲ったという説を裏付けている。グラッシーノールから発射された弾丸が大統領の頭蓋骨の右前を直撃し、右後方から出たという仮説は無効であると結論づけている。すべてのフィルム映像を分析することで下院暗殺特別委員会における4発の銃声とされるものの存在を否定している。

### 沿道の負傷者
暗殺を目撃した市民の1人であるジェームズ・ターグ（James Tague）は、ケネディが銃撃された位置から前方およそ80メートルの地点に立っていたが、発射弾の破片によると思われる傷を右の頬に受けた。後年の書籍の中には、「ただし、これは発射された弾の破片ではなく、弾が近くの橋の支柱に当り、その支柱のコンクリートの破片が飛んできたものであった。」と記載があるが間違いである。ウォーレン委員会報告書によれば、頬に当たったのは、道路わきのコンクリートでできた縁石の破片である。当時のニュース映像や2013年のインタビューなどでも確認できる。彼はすぐに地元警察に報告し、午後12時40分頃に無線で連絡した内容が記録され、FBIの専門家がメイン通りの南縁石のマークを科学的に金属分析調査したと、ウォーレン委員会報告書に記載がある。スペクトル分析の結果、縁石の跡は弾丸の鉛芯に由来する可能性があるが、銅がないことから、一度別の場所に当たった破片が飛んできて縁石に当たったと考えられる。

### 狙撃の目撃者

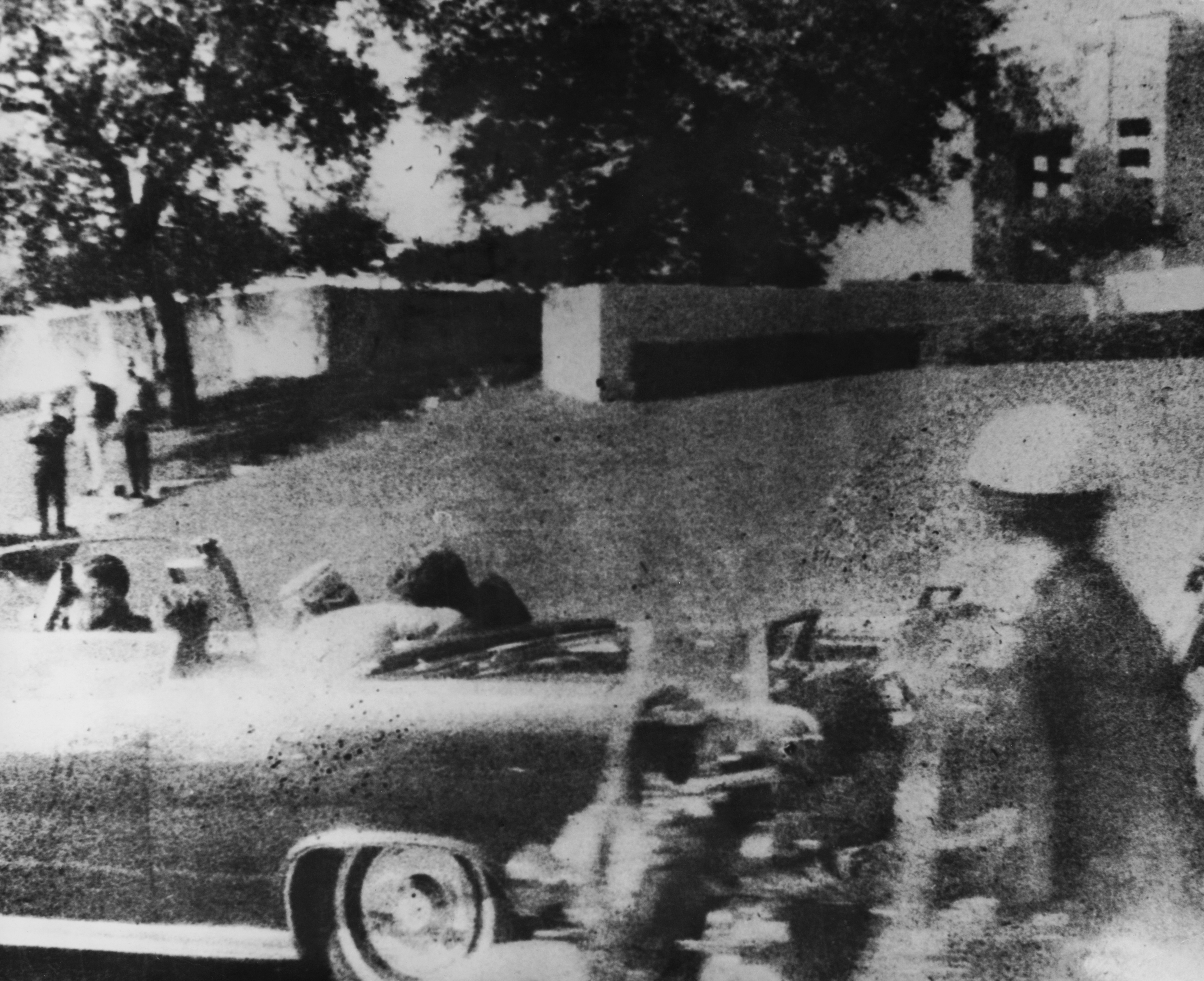
メアリー・ムーアマンが撮影した画像

ディーリープラザでの目撃者で、直接ライフル銃を構えて撃っている姿を見た人として、ハワード・ブレナン がいる。彼はちょうどヒューストン通りからエルム通りに入る角の壁の上に腰掛けていたが、1発目の音はオートバイのものだと思い、2発目の音は花火のような音に聞こえて上を見上げた時に、教科書倉庫ビルの6階窓から「ある種の高性能ライフル」を構え「左の窓の下枠に体をあずけ、銃を右肩にあてて、左手で銃を支えながら、最後の1弾を発射しました」とウォーレン委員会に証言している。彼の場所から教科書倉庫ビル6階までは直線でわずか35メートルの距離であった。彼はその直後に警察官に通報して、警官が教科書倉庫ビルに入ると同時に、ブレナンが見たライフルで撃った男の人相や風体が警察無線で市内のパトカーに伝わった。
またこの教科書倉庫ビルでオズワルドの同僚3人が5階の窓際でパレードを見ていた時に、上の階から3発の発砲音とライフルのボルト（遊底）が引かれ、また押し込まれる音を聞き、また空薬莢が床に落ちる音も聞いている。翌年ウォーレン委員会が直接現場で実験したところ上の階でのライフル銃の操作の音も薬莢が床にゴツンと落ちる音も驚くほど聞こえることが分かった。
大統領が撃たれた所から前方にある草の生えた丘の上（グラシー・ノール、grassy knoll）から発砲があったとする複数の証言がある。ジーン・ヒル（Jean Hill）はグラシー・ノールから銃声がしたとウォーレン委員会において証言し、後に男が銃撃したと述べている。しかし、横で一緒に車列を見ていたメアリー・モーマンは事件直後の保安官事務所のプレスルームでの聞き取り時に彼女が丘からの銃撃を目撃したことに全く言及していなかった、と証言している。また狙撃時にパレードの前方にあったトリプル・アンダーパスの陸橋にいたサム・ホランド（Sam Holland）は「アーケードの背後（behind the arcade）の木立からタバコのような煙かスチームが上がった」と証言し、同じ場所にいたオースティン・ミラー（Austin Miller）も煙かスチームを見たと証言した。彼らはすぐに柵の裏側を見に行ったが誰もいなかった。トリプル・アンダーパスの陸橋にいた他13名は、ヒューストン通りとエルム通りの交差点方向か、教科書倉庫西側から銃撃音が聞こえたと証言している。この他にダラス市警の制服警官ジョー・スミス（Joe Marshall Smith）はグラシー・ノールでシークレット・サービス（当日は配置されていなかった）を名乗る私服の男を見たと証言した。ウォーレン委員会では、この場所で結局物的証拠が全く見つからず、また当時この場所で数人の見物人が立っているので誰にも見つからずにライフル銃を発射できたとは想像できないとして重要視しなかった。
メアリー・モーマン は、頭部に致命傷を受けた直後（約0.17秒後）の大統領と背後のグラシー・ノールをポラロイド写真機 で撮影した。その際、暗殺犯（バッジマン）とその発砲の瞬間が撮影されたとする説がある。研究家ゲーリー・マック（Gary Mack）は「モーマン写真」を拡大すると「フードをかぶり、緑色のグローブを着用した人物と煙かマズルフラッシュ（発射炎）のような像」が確認できることを発見した。この説は1988年にEngland's Central Independent Televisionが製作したTVドキュメンタリー「The Men Who Killed Kennedy」でも紹介されたが、この像は人間ではないとする説もある。またゴードン・アーノルド の証言 やロスコー・ホワイト と結びつける主張もある。いずれにせよこの射撃について分かっていることが少なく、訓練された兵隊でも難しい射撃であることは間違いないだろう。
モーマン写真のバッジマンについてもデール・K・マイヤーズ氏によるCG分析が行われており、バッジマンの位置からザプルーダーフィルム番号313のケネディ大統領の頭は、コンクリートの壁によって遮られており、ケネディの頭に命中するような銃弾を発射することはできなかったと結論づけている。バッジマンを含めそれ以外の二人とされる姿についても、3人の人物は平均的な身長だとすると、フェンスのかなり後ろに位置しなくてはならず、さらにはしごの上に登らなければならないので、見当違いの説であると結論づけている。

### ティピット巡査の死とオズワルドの逮捕

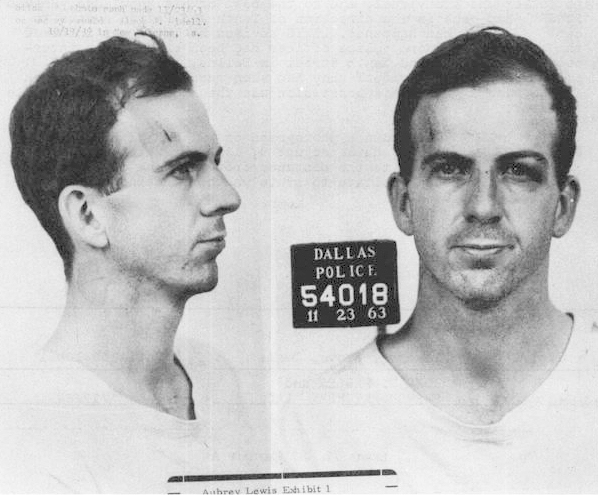
リー・ハーヴェイ・オズワルド（ダラス市警察でのマグショット）

ダラス警察とFBIは、直ちに現場付近のビルを直ちに出入口を閉鎖して不審尋問を開始した。銃声が聞こえた方角からテキサス州立公立学校教科書倉庫ビルに第一の容疑がかかり、数人の警官がすぐにビル内に捜索に入った。マーチン・ベーカー巡査はオートバイで伴走中に狙撃されるとすぐにオートバイを止めてビル内に入り、2階の従業員食堂で約6mほど離れたところにいた男が反対側に歩いていくのを見つけた。この時、男は手ぶらだった。ベーカー巡査は銃を手に男にこちらへ来るよう指示し、先に上階へ行ってしまったビルの支配人 が戻ってきたので、尋ねると「この男はうちの従業員です」と支配人は答えた。（支配人は「リー・ハーヴェイ・オズワルドです」とは答えていないのでこのような記載は間違いである。）
警官はそのまま上の階に上がっていった。警官たちは、まさかテキサス教科書倉庫ビルの従業員が犯人であるとは思わなかった。当然外部から入り込んだ人間の犯行という考えがあった。この時狙撃からほぼ3分が経過していた。そして6階の部屋(段ボール箱が山積みされた倉庫)からライフル銃1丁と弾丸の薬莢3個を発見 して、また、窓の手前に段ボール箱を積んでその上にライフル銃を安定させた跡があった。
すぐに従業員の点呼が行われ、つい先ほど食堂にいたリー・ハーヴェイ・オズワルドが失踪していることが判明した。オズワルドは、12時33分に警官が居たビルの出入口をすり抜けて、歩いて近くのバス停に行き、12時40分にバスに乗ったが大統領暗殺事件の混乱でバスが進まず、12時44分にすぐに降りて12時48分にタクシーに乗り、下宿先の自宅に13時頃に帰宅していた（下宿の管理人ロバーツ夫人 は、息を切らして帰ってきたオズワルドを目撃している）。帰宅したオズワルドはすぐに上着を着て再び外出し、13時30分頃にテキサス劇場という映画館に入っている。この間の13時20分、ダラス警察に男性の声で、警官が撃たれて死んでいるというパトカーの無線通信を使った緊急連絡が入り、出動した警察官がダラス警察のJ・D・ティピット巡査（en:J. D. Tippit）の死体を確認している。この無線通報を行ったのは、ドミンゴ・ベナビデスである。ほどなく映画館の切符売り場で働く女性から、切符を買わずに館内に入った不審な男がいるとの通報を受けた警官隊が映画館に突入した。照明を明るくして、ここまで後をつけてきた靴屋の店長ブリューワーが指さした客に立ち上がるよう命じると、突然殴りかかってきてマクドナルド巡査たちが格闘の末取り押さえた。こうして13時40分にオズワルドは逮捕された。ケネディ狙撃の70分後に現場近くの劇場での逮捕であった。
J・D・ティピット巡査は、ダラス警察がオズワルドを指名手配した時、オズワルドによく似た男を見かけて、パトカーを下りて訊問しようとしたところを射殺されている。これを直接目撃したのが、ヘレン・マーカス という女性で、その日夜遅くにダラス警察本部でオズワルドと面通しして確認している。この他に6人の目撃者がオズワルドを確認している。
オズワルドの訊問はこの22日深更までほとんど休みなしで続けられた。この日の18時30頃、まずダラス市警のJ・D・ティピット巡査を殺害した容疑で告発され、その夜遅く23時30分頃に大統領暗殺容疑で告発された。しかしオズワルドはケネディ大統領殺害もティピット巡査殺害もどちらも頑強に否定した。

### パークランド記念病院
ダラスの北西部にあるパークランド記念病院は、隣接するテキサス大学医学部の付属病院であり、医師たちは全てテキサス大学の教授ないし助教授であった。また、当時この病院は、1日に300件 の急患を取り扱うことができる、全米でも屈指の医療設備を擁していた。そこへ瀕死のケネディ大統領らを乗せたリムジンがパトカーや白バイの先導で慌ただしく病院に到着したのは、12時37分頃 で、この時に後ろの車から駆け付けたパワーズ補佐官は、ジャクリーン夫人が大統領の頭を胸の中に隠すようにうずくまる姿を見て「Oh my God（おお神よ）」と呻き、ジャクリーンは「Dave, he is dead（デーブ、彼は死んでいるわ）」と語って、大統領の顔を誰にも見せようとはしなかった。
車のドアに近かったコナリー知事を運び出した後に、大統領を担ぎ出そうとしたが動転したジャクリーンが動かなかったので、クリント・ヒルが自分のスーツを大統領の頭に掛けて他の誰にも見せないようにして、やっと車から大統領の身体を降ろした。そしてケネディ大統領は救急室の第1手術室に運び込まれて、神経外科ウイリアム・クラーク部長、麻酔科M・T・ジェンキンス主任らが見守る中で外科手術担当のジム・カリコ医師 が最初に大統領を診察した。この時12時43分であった。
大統領はすでに昏睡状態で呼吸は非常に微弱、心臓の鼓動は聴診器で当てなければ聞こえない。後頭部（パークランドの医師たちは皆、後頭部と思い込んでいたが、実際は後頭部ではなく右前頭部・側頭部である）は砕かれて、血がどくどくと流れ、手押し車の上を流れて床を濡らしていた。銃弾がどんな損傷を引き起こしたかは想像出来なかった。すぐに2つの外傷を認めた。1つ目は頸部の基底、2つ目は大きくて脳の繊維質の細片が飛び出している状態で頭蓋の前壁に孔を開けたと考えられた。カリコ医師はまず以前に大統領が副腎機能低下症にかかっていると新聞記事で読んだことを思い出してハイドロコーチゾンを注射した。
そしてジョーンズ医師がカテーテルを挿入するために大統領の左腕に入り口を開けて、カーチス医師が左足 にも同じ処置をして、血液銀行から大統領と同じ血液型のRhマイナス型の血液が届き、すぐに輸血が開始された。その時、カリコ医師が大統領の首の傷のところから泡が出ていることを見つけた。これは肺の中に穴が空いていることを意味して、急ぎマルコム・ペリー医師 が気道を確保するために気管切開を行った。
その時にのどの内部を喉頭鏡で調べながら彼は喉頭の下の気管に恐るべき傷を見たが、この破損部にもすぐにチューブが差し込まれた。気管の傷はひどいもので、肺の中に血と空気が圧縮していた。そしてピータース医師とチャールズ・バクスター医師が胸の右上部にチューブを挿入した。これは肺から血液と空気を取り除く処置である。人工呼吸はすぐに行われ、大統領の肺に電気ポンプで空気が注入された。もっと早めるため手でポンプを持った。神経外科のクラーク部長が大統領の両眼を見て「目が膨張して凝固している」と述べた。アキレス腱はほんの少しの反応も示さなかった。この時に心電図は取り付けられていたが微動だにしない状態であった。ペリー医師が心臓マッサージを行ったが、心電図の画面は空しく波がなく横にただ移動するだけであった。クラーク部長は「もう手遅れだ。手の施しようがない」とペリー医師に語り、大統領の死亡を告げた。この時12時50分であった。
パークランド記念病院第一外傷室の係員は、後に病院に担ぎ込まれた時にすでにケネディが「瀕死」状態だったと語った。ある医師は「我々には彼の命を救う希望が持てなかった」と語った。これは病院に到着したときすでに生存の可能性がなかったことを意味する。大統領が瀕死状態で到着して、死亡宣告、そして司祭が終油の秘蹟を与え終わるまで、わずか23分間の短い時間であった。そして大統領の治療に当たった医師たち が、銃撃による入口と出口の傷の判定や死因の法医学的な評価を十分くだせるような診断も、検査測定も、写真撮影も、病院では行われなかった。そのため、パークランドの医師たちの間では、頭部の傷が後頭部であると思い込みが生じた。実際には右前頭部・側頭部である。
死亡確認後、ジャクリーン夫人の希望でダラスのカトリック教会のヒューバー司祭とトンプソン神父が病院に呼ばれ、枕元でケネディに病者の塗油（終油の秘蹟）を与えた後、医師団の判断で儀式を終えた13時00分を大統領の死亡時刻とすることが決められた。大統領の死亡診断書にはクラーク神経外科部長が署名した。ケネディに終油の秘蹟を行ったヒューバー司祭は、大統領は病院到着時既に死亡していたと後にニューヨーク・タイムズに語った。
後年の書籍で「なお、治療に当たったペリー医師は、直後の記者会見で『大統領は前方から撃たれたようだ』 と語り、後に『銃弾がどこからきたか判断に必要な傷を調べていない』として取り消している。」と記載があるが、これは不正確である。
ペリー医師は当日の記者会見で、一般的には入口より出口の傷が大きくなるので「首と頭、2つの傷をみた。一発の弾丸が喉から入って背骨に当たり、上方にそれて頭から出たために大統領の傷を負わせた可能性がある。」とあくまでその時点で様々な可能性の一つを述べたに過ぎないことを再度会見内で強調した。1963年11月23日のニューヨークヘラルドトリビューン紙には「パークランド病院の外科医で大統領に付き添ったマルコム・ペリー医師（34歳）は、2つの傷を見た、と言った。一つは喉仏の下で、もう一つは後頭部である。弾丸が2発入っているかどうかは分からない。首の傷は弾の入口で、もう一方は出口だった可能性があるという。」旨の記事が出た。当時、ペリー医師は大統領の首の後ろの傷も後頭部の小さな弾痕の傷も知らなかった。当然医師たちは、ケネディの救命措置を最優先したため、うつぶせにすることは一度もなかった。背中を見ることは一度もなかった。また、頭部の小さな穴は、大統領の頭部を覆う大量の血液によって見えなくなっていた。当日の記者会見と同じく、ウォーレン委員会での証言でも「首の傷は入口でも出口でもあり得るし、記者会見時はあくまで可能性の話をしたに過ぎない」と一貫した証言を行った。
一方大統領のリムジンに同乗していたコナリー知事 は救急室の第2手術室に運び込まれ、その日の内に2度の手術が行われて、一命を取り止めた。コナリーの負傷はケネディの最初の負傷直後に発生した（同一の弾丸によるものと考えられたが、これには疑問が提示され議論の対象となっている。「魔法の銃弾」参照）。その後医師は、コナリー夫人が彼女の膝の上に知事を引き上げたことで、胸の傷（傷口から直接肺へ空気が流入していた）が閉じられ、結果としてコナリーの生命を救うこととなったと語った。
パークランド記念病院にケネディが担ぎ込まれた時に、シークレット・サービスの2人が急ぎ軽機関銃を持って同行し、手術室まで入って関係者以外の出入りを禁止したが、1人の平服の男が入ってきたので、あわてて胸ぐらを掴んで殴り倒す一幕があった。この殴り倒された男は直後に身分証明書を見せて「FBIだ」と名乗り、病院から急ぎFBIのフーバー長官に電話で報告した。誰もが興奮して殺気だっていた。

### ケネディ狙撃の速報と死去報道
ダラスでのパレードでケネディが狙撃されてから数分後には、全米のラジオとテレビで「ケネディ大統領が撃たれて重傷を負った」との速報が相次いで出された。
ケネディの車がパークランド記念病院に向かっている時に、パレードの後ろの車に乗っていたUPI通信の記者メリマン・スミスが「ケネディ撃たれる」の速報を打電し、12時35分には地元ダラスのラジオ局KBOXが放送中に「何か、パレード中に起こったようです」と最初にアナウンスしている。
12時36分にはABCがラジオで臨時ニュースで報道し、後に暗殺事件調査委員会委員長となるウォーレン最高裁長官は、12時37分にMBSラジオ でその第一報を聞いた。
12時38分、CBSのニューヨーク本局にいたウォルター・クロンカイトは、スミスの打電を受けてすぐにテレビで速報を出す決意をしていたが、テレビカメラを動かすのに時間がかかるので、ラジオのスタジオに入り、音声だけで「CBS NEWS BULLETIN」(CBSニュース速報)をテレビに流した。この時、ダラス時刻12時40分（東部標準時13時40分）でケネディ大統領がパークランド病院に担ぎ込まれた時であった。それは次のレポートであった。
ほぼ同じUPI通信のレポートをNBCテレビは12時45分に最初の速報で放送している。この頃には全米で大きな混乱が巻き起こり、ワシントンD.C.では、12時43分（東部標準時13時43分）から電話網が59分間散発的になった。回線はニューヨークを経由させることとなったが、結局つながらなかった。人々は最新の情報を得るためラジオやテレビに張り付いた。ニューヨークでは車のカーラジオに歩行者が集まって来て、刻々とニュースが流れるのを聞き入っていた。
12時53分（東部標準時13時53分）には、NBCテレビがニューヨークのスタジオからの報道体制に入ったが、テレビカメラが動かないので、しばらくは固定画面で音声だけのもので、12時57分に画面が3人のアンカーマン を映し出し、3人が揃って各通信社の打電文とダラスからの電話レポート、ラジオが伝える情報を次々と報道した。
CBSテレビとABCテレビも、13時（東部標準時14時）には通常番組を切り替えてスタジオからの報道体制に入った。ABCテレビは夕方のイブニングニュースのアンカーマンであるロン・コーチャンが、レストランで食事中に速報を受けて急遽スタジオに入り、13時08分から報道していた。
CBSテレビは昼食会場であった「ダラス・トレードマートセンター」にカメラを配置していたので、そこから当時CBSダラス支局長であったダン・ラザーがレポートしていた。そしてダン・ラザーはジャクリーン夫人付きの警護担当者が語ったケネディ大統領死去の第一報を伝えている。この時はまだ公式な情報ではなかった。ニューヨーク本部にいたウォルター・クロンカイトは「ダラス・トレードマートセンター」からのレポート以外は報道室からずっと喋っていた。
CBSの報道体制が整った時に、これより前にすでにジャクリーン夫人付きの警護担当者がケネディが死亡した模様だと語ったとUPI通信が打電し、地元ダラスのテレビ局WFAA-TVのジェイ・ワトソン が12時58分に伝えている。
そしてケネディに終油の秘蹟を行った司祭がパークランド病院を出た直後に、取り囲まれた報道陣の質問に答えてその死を伝えた。これが直接ケネディの死去を確認したものであったので、13時30分過ぎにこの情報はすぐにテレビやラジオを駆け巡った。ABCテレビではこの情報が入った13時33分に、ケネディ死去（ケネディの顔写真と下に1917〜1963と記されていた）と伝えた。ただいずれも非公式な情報で、生存説と死亡説が両方飛び交う状況が続いた。NBCテレビは13時35分に、この司祭からの情報とダラス警察の情報から、ダラスのWBAPテレビのチャールズ・マーフィー記者が「The President kennedy died」と伝えた。
この時とほぼ同時の13時33分、パークランド病院の一室で、今回の大統領一行の随員であったホワイトハウスのマルコム・キルダフ副報道官が報道陣を集めて「ケネディ大統領は本日午後1時に死去しました」と公式発表を行った。キルダフは顔面蒼白で今にも泣きだしそうな表情で、わずか3分の短いケネディ政権最後の記者会見であった。
死亡した同じ時刻13時（東部標準時14時）から大統領狙撃の報道特別番組を放送していたCBSのウォルター・クロンカイトは、それまで死亡説の情報が入っても未確認情報として慎重な姿勢で「still alive」「critical condition」と伝えていたのが、13時38分（東部標準時14時38分）に報道室に届いたこの公式発表のAP通信至急電を読み、途中メガネをはずして「ケネディ大統領は中部標準時の午後1時に亡くなりました」と述べたのに続けて、報道室の右上の掛け時計（この時、午後2時38分を指していた）を見ながら、「東部標準時では午後2時ですので38分前のことです」と言って絶句し涙ぐんだ。
「大統領撃たれる」の第一報が入ってからその対応で報道室から1人で喋り続け、寒い11月下旬なのにスーツの上着を着る余裕もなくワイシャツ姿で伝え続けたこの時のテレビ映像は、その後「ケネディ暗殺」の象徴的映像となった。
同じ時刻にNBCテレビでは、パークランド記念病院の電話回線を使っていたが、電話の相手側の声がどうしてもテレビの音声に入らないのでキャスターのフランク・マギーがNBCロバート・マクニール記者の電話報告を一言一句繰り返し復唱して公式発表を伝え、レポートが終わって受話器を置いた瞬間にショックから涙をこぼした。
ケネディ大統領死去の公式発表に、全米は大きな衝撃と深い悲しみに包まれた。
なお、ケネディ政権最後の記者会見を行い、大統領死去の発表を行ったマルコム・キルダウ副報道官は、席次でいえば3番目の報道官であった（首席報道官ピエール・サリンジャーは日本での日米貿易経済合同委員会に出席するため、飛行機でラスク国務長官らと移動中であり（この暗殺事件のため途中で急遽引返した）、アンドルー・ハッチャー次席副報道官は首都ワシントンに留守番として残っていた）。また、彼が大統領死去の直後にパークランド記念病院内で、発表のタイミングを詰めるためジョンソン副大統領のところへ行った時に、「ミスター…ミスタープレジデント（大…大統領閣下）」と声をかけたことは有名な話である。ここですでに新大統領となったジョンソンと打ち合わせて、ジョンソンがパークランド記念病院を出た直後に記者発表することとなった。

### ケネディ兄弟への通報
司法長官であった実弟のロバート・ケネディは自宅で、FBIのフーバー長官 からの電話で、狙撃の第一報を知らされた。フーバー長官のもとへ第一報が入ったのは、病院からの報告より早くFBIダラス支局からのもので、長官はすぐにワシントン郊外のヒッコリーヒルのロバートのもとへ電話した。最初に出たエセル夫人からロバートにフーバーからの電話と知った時、それがFBI長官からの初めての電話であったのですぐに重要な話であることを感じたが、フーバーの口調はかなり事務的な雰囲気でそれほど興奮したものでなかった、と後にロバートは苦々しく回想している。その直後にパークランド記念病院に電話して、警護官のクリント・ヒルを呼び出している。この時に「クリント、そっちで何があった？」「重傷とはどういうことだ？どれくらい悪いんだ？」と聞いてクリント・ヒルは「最悪です」と答えている。
ロバート・ケネディはこの直後にジョン・マコーンCIA長官に電話してすぐ来るように要請し、暗殺のショックがさめやらぬ時に来訪したCIA長官に対して、「CIAが兄を殺したのか？」と詰問し、マコーンは即座に暗殺には無関係だと否定している。2年前の第1次キューバ危機からケネディとCIAの関係は冷え込んでいたのである。この暗殺事件直後に、CIA内部では世界中のCIA支局に打電して暗殺事件に関するどんな些細な情報も含めて情報収集に取りかかっていった。そしてすぐにオズワルドと名乗る男が10月1日にメキシコシティのソ連大使館に電話して申請した旅行ビザについて尋ねていたことを記録したファイルが見つかった。オズワルドが逮捕されたという報道が流れてわずか2分後のことであった。そしてこの日の深夜に興奮状態が続く中で会議が延々6時間続き、「オズワルドがメキシコのソ連大使館を訪ねていたことをCIAは前もって知っていた」ことを聞かされたマコーン長官は激怒した。そしてCIA内部の事件調査はこの後に混乱と猜疑のために挫折して、今日に至るまで消えない疑念の影を残すことになったのである。
エドワード・ケネディはこの日、上院本会議の議長席にいて、13時42分（東部標準時・ダラス時刻12時42分）に通信社からの至急電を持った議会スタッフのリチャード・リーデルより伝えられた。すぐに休会が宣言されてマンスフィールド 民主党院内総務の提案で議会付きの牧師を呼んで祈りを捧げ「…彼の命脈が未だ尽きざらんことを」で言葉を結んだ。この日の審議がなぜ中断されたのか議会議事録には何も記録されていない。
ホワイトハウスに大統領の死が伝えられたのは、終油の秘蹟を行った時にロイ・ケラーマンからクリント・ヒルに大統領が亡くなったことが伝えられ、その時にちょうどクリント・ヒルがホワイトハウスの大統領付き警護官ジェリー・ベーンと電話中で、ベーンが「どうしたクリント。今ケラーマンは何と言ったんだ？」と電話の向こうで聴いていて、クリントが「大統領が亡くなりました。ジェリー」と伝えたのが最初であった。ほぼ14時（ダラス時刻13時）前後であった。ベーンはこの直後に大統領警護官として、6名の部下に命じて国会議事堂に向かわせ、シークレット・サービスの面々は下院議長室に馳せ参じた。ジョン・W・マコーマックの警護であった。大統領が死去して副大統領の昇格後に大統領継承の第1位に繰り上がるのは下院議長であった。テキサス州でもリンドン・ジョンソンの次女ルーシーを自宅に隔離し、オースチンでも長女リンダを大学キャンパスで確保した。この二人はこの時点で大統領令嬢であった。

### ケネディ家の動き
ワシントンで留守番の当時6歳であった大統領の愛娘キャロラインには乳母のモード・ショーが「お父様はパトリック のお世話をしに行ってしまわれた」と伝えた。ロバート・ケネディはこの後に、空港に向かった。ロバートの妻エセルは沢山の子供たちに彼女自身が知らせるため車で回った。
ハイアニスポートの別荘地では父ジョセフと母ローズが、感謝祭が近づいてきたのでいつもの通りケネディ一族が集まってくることを楽しみにしていた。父ジョセフは2年前に脳梗塞に襲われて半身不随となり、母ローズが看病しながら、昼食後に病身の夫を昼寝に寝かしつけたところで、階下で姪のアン・ガーガンが大きな音量でラジオにかじりついていたので注意すると、アンはスタッフから大統領が撃たれたという報道があったと聞いたと答えた。ローズは自室に上がり、行ったり来たりして、またアンの部屋に戻ると、報道は一層深刻さを増していた。やがてロバートから電話が掛かり、「もうだめらしい」とローズに伝えた。ローズは夫に告げないことにして室内のあらゆるテレビやラジオのプラグを抜いてジョセフに報道が聞こえないようにした。しばらくして大統領専用機から緊急電話が入り、ジョンソン副大統領夫妻からのお悔やみの電話であった。
この時に父ジョセフには誰も知らせなかったが、暗殺されたこの日のうちに、エドワード議員と妹ユーニスがハイアニスポートにやって来た。父にケネディの死を告げたのは妹ユーニスで「お父さん、事故があったのよ。でもジャックは大丈夫よ。ジャックは事故にあったのよ。ああ　お父さん　ジャックは死んでしまったわ。ジャックは死んだけど天国にいるわ。ああ神様　お父さん　ジャックは大丈夫。そうよね」とショックで打ちひしがれた心のままに父に伝えていた。
父ジョセフはずっとテレビの前に座っていた。そして国葬には結局参列出来なかった。
ケネディ家の人間で死を伝えられなかった人がローズマリー・ケネディを除いてもう1人いた。母ローズの実母メアリーでこの時98歳であった。ローズの厳命で事件を一切伝えないこととした。テレビも見ず新聞も読まない日々の彼女にとって、翌年亡くなるまで孫のジョンはずっとアメリカ大統領であった。

### 空港への遺体搬送
14時前に、遺体をダラスで解剖しようとするダラス警察のアール・ローズ検視官と、首都ワシントンに遺体を一刻も早く搬送しようとするシークレット・サービスのロイ・ケラーマンらとの間で10〜15分間、一悶着があった。大統領が暗殺されてもテキサス州法が適用 されて遺体の解剖はテキサス州で行うと説明しても、シークレット・サービスにとっては何よりも遺体をワシントンに戻すことが優先されると考えていた。結局ローズ検視官 は引き下がった。そして後に彼は遺体解剖はやはりダラスで行うべきであった、遺体を州外に持ち出したことが陰謀説を生み出していると語っている。そして皮肉にも、ワシントンに戻ってから司法解剖を行ったベセスダ海軍病院の病理医も後に同じ意見を述べている。
14時05分にケネディ大統領の遺体はパークランド記念病院からエアフォース・ワンに搬送された。死去の発表から30分過ぎて全米が重苦しい雰囲気に包まれていた。パークランド記念病院から遺体が搬出された際は白い遺体袋で搬出され、灰色の金属製の棺に収納されたものが、エアフォースワンに搬入された際にはいつの間にか銅色の棺に変わっており、パークランド記念病院から空港まで搬送されている間にどのような形で棺が交換されたのか明らかにされていない。

### ジョンソン副大統領の昇格とワシントンへの帰途

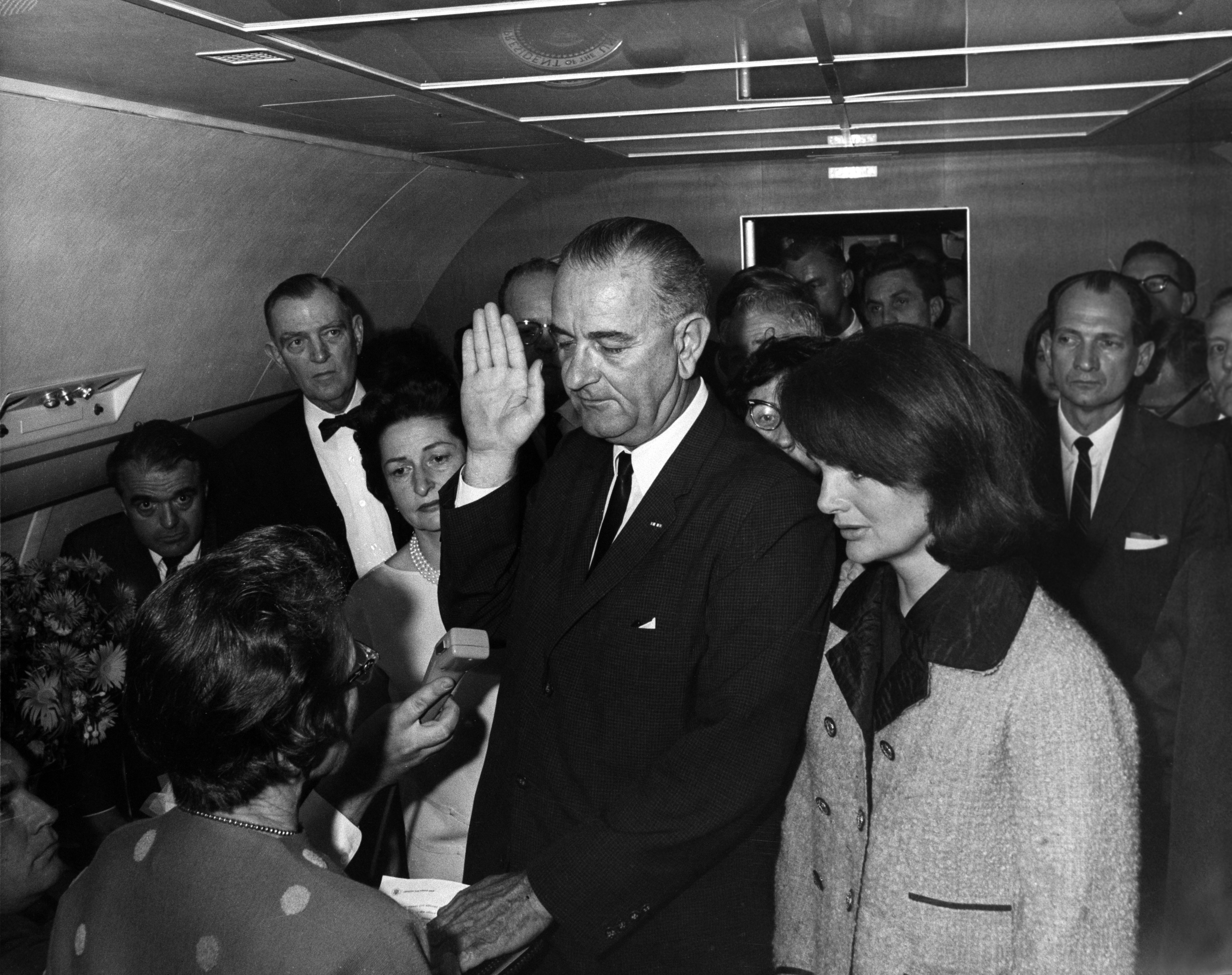
ケネディが暗殺された直後エアフォースワン内で第36代大統領の就任宣誓を行う副大統領リンドン・ジョンソン

リンドン・B・ジョンソン副大統領は、ケネディが乗ったリムジンの2台後の車に乗っていたが難を逃れ、パークランド記念病院で大統領の死に接して、シークレット・サービスの警護を受けながら急遽ラブ・フィールド空港に駐機されていたエアフォース・ワンに向かった。この病院を出た時と同時にCBSのウォルター・クロンカイトがケネディ死去の公式発表をテレビで伝えたが、クロンカイトが涙ぐんだ後に「ジョンソン副大統領はすでにダラスの病院を離れ、どこに向かったかは分からないとのことです。おそらく速やかに就任宣誓を行い、第36代合衆国大統領に就任する予定です」と語った。
そしてジョンソンは、エアフォース・ワンに搭乗するとすぐに大統領専用電話を使い、アイゼンハワーとトルーマンの両元大統領に事態の説明をして全面的協力を求めた。そしてワシントンにいる閣僚4名 と大統領補佐官らに職場を離れないことを伝えた。そしてジャクリーン夫人らが遺体とともに戻ってきた後に、機内でアメリカ合衆国大統領の就任宣誓を行い、第36代大統領に昇格した。この後に機内からハイアニスポートに電話してジョンソンとレディ・バード夫人から大統領の母ローズにお悔やみが伝えられた。
ジョンソンとジャクリーン夫人らを乗せたエアフォース・ワン は、ジョンソンの大統領就任宣誓が終わった後にダラスを飛び立ち、ワシントンD.C.郊外のアンドルーズ空軍基地に着陸した。ケネディ大統領の遺体の入った棺は、空港の荷物搬送機で降ろされ、海軍所有の救急車に搬入された。ジャクリーンと迎えに来てすぐに機内に入ったロバート・ケネディらもケネディの棺とともに同じ搬送機で降りて救急車に乗り、そのままベセスダ海軍病院へ向かった。
ジョンソンは、その後にタラップを利用して降り、その場で新大統領としてのコメントを発表して「今は全ての人々にとって悲しみの時である。我々は計り知れない損失を受けた。私にとって、これは深い個人的な悲劇である。ケネディ夫人とそのご家族の悲しみを全世界が分かち合うものと思う。私は全力をつくす。神のご加護を」と述べた。ダラスからアンドルーズ空軍基地にケネディの遺体が戻り、空港でコメントを発表したジョンソンのテキサス訛りと、ケネディのボストン訛りの対比に、アメリカ国民は大統領交代を実感したという。
この後にジョンソンは空港からヘリコプターで飛び立ち、ホワイトハウスの南芝生に着陸した。この時にワシントンにいたマクナマラ国防長官、マクジョージ・バンディ特別補佐官、ジョージ・ボール国務次官が同乗して機内で国防と外交情勢の説明を受けた。到着後にはフーバーFBI長官を呼び暗殺事件の捜査の進展状況を聞いている。また民主、共和両党の議会首脳とも夜にすぐに会談した。実はこの日はケネディ政権の閣僚10名のうち6名は日本で24日開催される予定の日米貿易経済合同委員会に出席するため太平洋上を飛行中であった。ラスク国務長官・ディロン財務長官・ユードル内務長官・ホッジス商務長官・フリーマン農務長官・ウイルツ労働長官で、一行はホノルルで急ぎ引き返し、深い悲しみの中をケネディ大統領一行が戻った同じアンドルーズ空軍基地に、ほぼ7時間後の同日深夜(東部標準時12:42)に戻り、ラスク国務長官とは翌朝9時に新大統領は会議を行った。そしてジョンソンはその直後にアイゼンハワー元大統領とも会見している。暗殺のショックを癒すひと時もなくこの日から大統領の激務が始まった。

### 司法解剖
大統領の遺体が搬送されたベセスダ海軍病院 では、海軍医学校研究所所長ジェームズ・ヒュームズ、海軍病院病理主任ソントン・ボズウェルと射創専門の病理医ピエール・フィンクの3名の病理医によって検死が行なわれた。
解剖検視台に遺体を載せて4時間にわたった検視 で、傷は2つで、致命傷は頭蓋後頭部から入り頭部右側の一部15cm位を吹き飛ばしていること、もう一つは頸部の付け根に入口があったが出口が分からなかった。この2つの傷はいずれも頭蓋内側の傷口が小さく、抜け出た側に現れるそれより大きいスリ鉢状の傷が頭蓋外部につくものでなかったので、この2ヵ所で被弾したと結論を出している。また、弾丸が当った時の熱で表皮が剥離して皮膚が焼け焦げたり裂けることから、後部からの狙撃であるとしている。また、遺体のX線写真を14枚、白黒写真25枚、カラー写真27枚を撮影している。検視報告書は、11月24日に作成されて、死因は頭部の射創で、2ヵ所にえぐられたような傷を受けて死亡した、銃弾は故人の後方の頭の位置より上の地点から撃ち込まれた、どちらの傷が最初かは不明である、頭蓋の傷は被害者が生存する可能性を全く排除するほど多大な損傷を脳に与えた、とされている。この検視報告書は24日夜にホワイトハウスでバークリー提督に手渡している。そして12月6日に補足説明書と合わせて解剖に関する一切の資料、写真や弾丸の破片などを全てバークリー提督に渡したとヒュームズは28年後に述べている。
この司法解剖について、大統領死亡後にダラスではなくワシントンで行ったことで、ベセスダ海軍病院に到着した時にケネディの着衣が無かったこと、頭蓋骨の欠片や脳の一部が遅れて運ばれて来たこともあって、担当したヒュームズとボズウェルはダラスで遺体解剖が行われていればその後の混乱はなかっただろうと述べている。このケネディの着衣も他の解剖資料とともに現在は国立公文書館に保存されている。

## 時系列
| 6月6日         | ケネディにジョンソンとコナリーがテキサス遊説を提案する |
| 9月            | テキサス遊説が発表される |
| 9月25日        | オズワルドがメキシコシティに行く |
| 10月第3週      | オズワルドがテキサス教科書倉庫に職を得る |
| 11月19日       | 自動車パレードのコースを発表する |
| 11月21日       | 大統領一行がテキサス遊説に出発。サンアントニオ、ヒューストンを経てフォートワースに夜に到着する。 |
| 11月22日       | |
| 朝             | 大統領一行がテキサス州フォートワースで商工会議所主催の朝食会に列席。ケネディ最後の演説を行う。そして専用機でフォートワースからダラスに向かう。この日の朝にDallas Morning News紙上にケネディをお尋ね者とする広告が掲載される。 |
| 11:40          | ケネディ大統領夫妻がダラスのラブ・フィールド空港に到着する |
| 11:50          | ラブ・フィールド空港を出発して市内へパレードを開始する |
| 12:15-20       | 昼休みで休憩中のオズワルドがカフェテリアで目撃される |
| 12:15-16       | 武装した男が教科書倉庫ビルの西側窓と東側窓で目撃される |
| 12:29          | パレードの車列がディーリー・プラザに進入し、教科書倉庫ビルの前を左折する。 |
| 12:30          | ケネディが銃撃される |
| 74-90秒後      | すぐにダラス市警が教科書倉庫ビルを捜索。オズワルドとダラス市警とが最初に遭遇する。 |
| 12:30-39       | 大通り沿いにある草深い丘の駐車場と鉄道操車場を捜索する |
| 12:37          | 狙撃された大統領の車がパークランド記念病院に到着。この頃からテレビ・ラジオでニュース速報が放送される |
| 12:53          | NBCテレビがスタジオからケネデイ大統領重体の速報体制に入る。他のCBS、ABCも13:00からスタジオからのニュースに切り替える。 |
| 13:00          | パークランド記念病院で二人の神父により終油の秘蹟が行われる |
| 13:05          | 教科書倉庫ビルの捜索でライフル銃が発見される。 |
| 13:15          | ティピット巡査がオズワルドとされる人物に撃たれて死去。 |
| 13:30          | テキサス劇場の案内係の女性から不審な男が入ったと警察に連絡。 |
| 13:33          | パークランド記念病院の一室でキルダフ副報道官が大統領死去の公式発表を行う。ほぼ同時刻に終油の秘蹟を行った二人の神父が取り囲まれた記者に「大統領は亡くなられた」と語ったと各局が相次いで報道。                                  |
| 13:37-38       | 大統領死去の公式発表がテレビ・ラジオで一斉に伝えられる。 |
| 13:50          | 警官がテキサス劇場内のオズワルドを逮捕。 |
| 14:05          | ケネディの遺体がパークランド記念病院から運び出されてエアフォース・ワンに向う。 |
| 14:15          | ケネディの遺体がエアフォース・ワンに搬送される。 |
| 14:38          | ジョンソンが機内で第36代大統領就任宣誓を行う。 |
| 17:05          | エアフォース・ワンがワシントンD.C.近くのアンドルーズ空軍基地に到着し、海軍病院に移送する |
| 18:30          | オズワルドがティピット巡査殺害の罪で告発される |
| 23:36          | オズワルドがケネディ大統領暗殺の罪で告発される |
| 11月23日早朝   | 遺体を海軍病院からホワイトハウスに移送する |
| 11月24日 11:21 | オズワルドがジャック・ルビーに撃たれる |
| 13:07          | オズワルドの死亡が発表される |

## 暗殺事件の反応

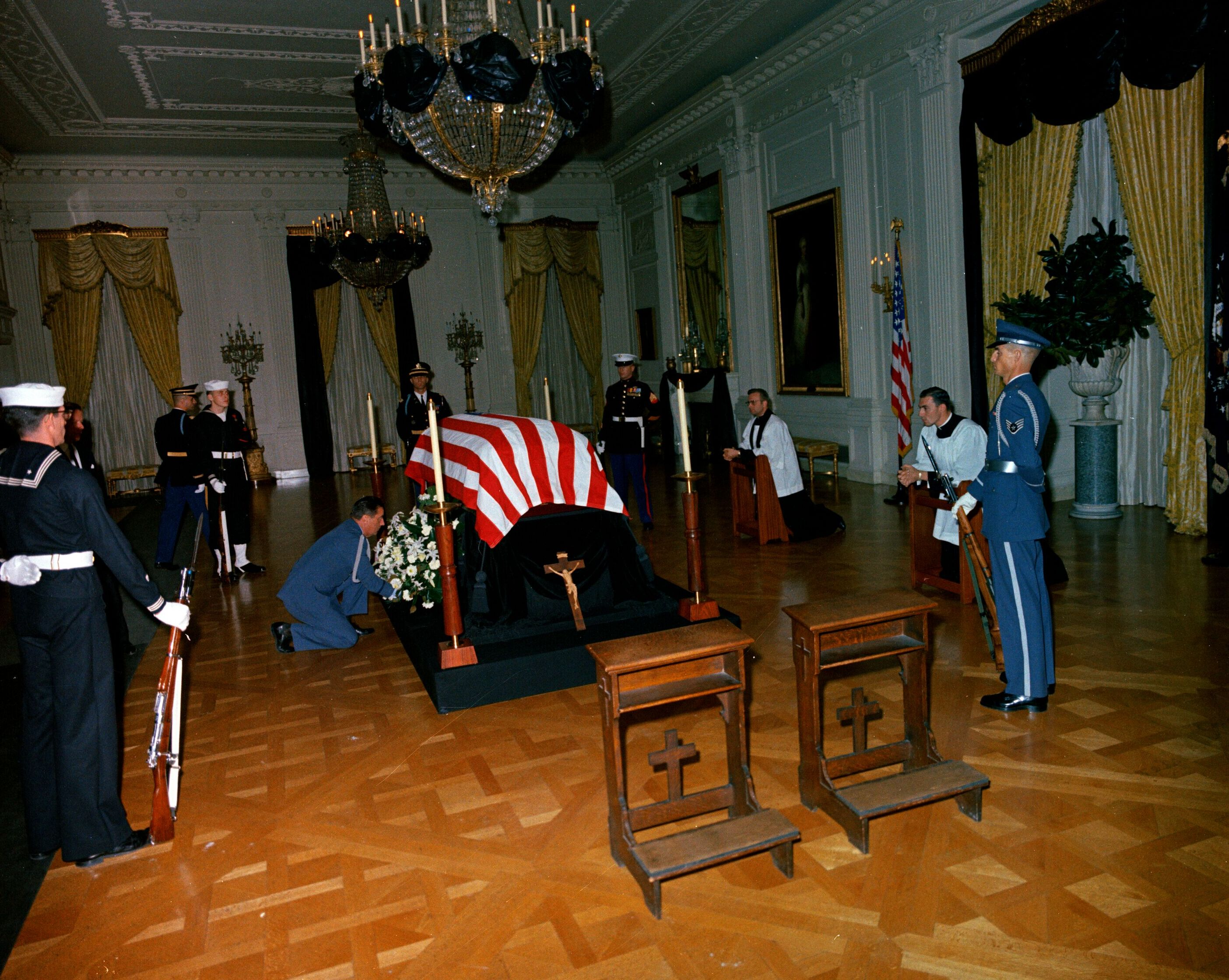
ホワイトハウスの東の間に安置されたケネディ大統領の棺（1963年11月23日）

ラジオ、続いてテレビで報じられたケネディ暗殺のニュースは全米に衝撃を与えた。ニューヨークを始めとして多くの都市で男女が公然と泣き、多くの人々が最初はカーラジオでの速報に耳を傾け、テレビ報道を見るためにデパートに群れをなし、祈りを捧げる者達もいた。ニュースを聞いた者は衝動に駆られたように家族や知人に電話をかけた。この日の午後にはニューヨークで数十万台の電話がいっせいに使用中止となった。ケネディの死に関するニュースが車から車へと伝えられ、いくつかの地区では交通がマヒした。
ウォール街では株価が好景気を反映して午前中は堅調であったが、第一報が入った東部標準時午後1時40分ではまだ疑心暗鬼だったものの、刻々と情報が入るにつれて売りが殺到し、ニューヨーク証券取引所は午後2時10分に急遽市場閉鎖となった。大統領の死去が伝えられた2時30分過ぎより20分早く、かつて1933年8月にガス漏れ事故で閉鎖されたことはあったが、全く外部からの要因で証券所が閉鎖された初めてのケースとなった。
アメリカ合衆国やカナダの学校では、学生を緊急下校させた。ニューヨークのコンサートホールではジョージ・セルがニューヨーク・フィルを指揮していたが、途中で演奏中止となった。ブロードウェイでは全ての劇場が公演を取りやめ、夜の社交行事も中止となった。
「地球が止まった気がした」と表現した人もあった。茫然自失の人、絶叫する人、蒼白となって走り回る人、マンハッタンにもさまざまな人間模様があった。その後には絶望感にも近い深い悲しみが一様にアメリカ国民を襲った。
新聞各社は号外「KENNEDY  EXTRA（ケネディ特報）」を発行し、「PRESIDENT  DEAD（大統領死す）」の大きな見出しの号外を、通勤帰りのほとんどのビジネスマンが電車の中でむさぼって読む姿があった。そして、「KENNEDY ASSASSINATED（ケネディ暗殺される）」の見出しが新聞スタンドに踊っていた。
NBC・CBS・ABCの三大ネットワーク は、国葬が終わる25日まで報道特別番組の放送を続け、全ての定時番組とCMの放送を取りやめて特番のみとなった。
ワシントンポスト紙のジェームズ・レストン記者は翌日の朝刊記事で詩を掲載してその最初の一行が「今宵アメリカは泣く」 であった。また、「テキサス州およびテキサス人」に対する怒りの声も聞かれた。
アメリカのみならず世界中がショックを受けた。当時のフランス大統領シャルル・ド・ゴールは「彼は兵士のように祖国への忠誠のために銃弾に倒れた」との談話を発表した。映画『オデッサ・ファイル』の一シーンで西ドイツの青年が市街を雨の中を車を走らせている時に、カーラジオからケネディ大統領の死を伝えるニュースを聞く場面があった。
日本でも、折しも当日実施されていた通信衛星による初の日米間の衛星中継（当時は宇宙中継と呼ばれた）によるテレビ伝送実験において、即座に事件の詳細が伝えられ、視聴者に大きな衝撃を与えた。伝えたのは毎日放送北米支局記者の前田治郎で、第一声は以下の通りであった。
「日米宇宙中継という輝かしい試みの電波に乗せて、悲しいニュースをお伝えしなければならない事を残念に思います。アメリカ合衆国第35代ジョン・F・ケネディ大統領は11月22日、日本時間11月23日午前4時、テキサス州ダラス市において銃弾に撃たれ死亡しました。」
「勤労感謝の日」のこの日は2日前の第30回衆議院議員総選挙で前日に当落の大勢が決まり（翌日開票もあった）、各選挙区の開票結果と当選した議員の様子や池田勇人首相による第2次内閣の組閣に絡む内閣人事が大きな紙面を占めていた朝刊に衝撃的なニュースに入り、各社とも朝刊の遅版の編集に大わらわとなり、「ケネディ大統領暗殺される」の号外も出した。この日は祝日であったが、休日でもまだ夕刊を出していた時代で、その日の夕刊も「全世界に大きな衝撃と深い悲しみ」などの見出しが出された。そして朝日新聞夕刊の「素粒子」欄では、98年前にリンカーン大統領が暗殺された時にウオルト・ホイットマンが詠んだ詩「O Captain! My Captain! our fearful trip is done　ああ船長、わが船長　我らが恐ろしき旅路　終わりぬ」を紹介していた。
『週刊朝日』1963年12月10日号「緊急増刊 ケネディ大統領暗殺」は39万部を発行した。

### オズワルド殺害とジャック・ルビー

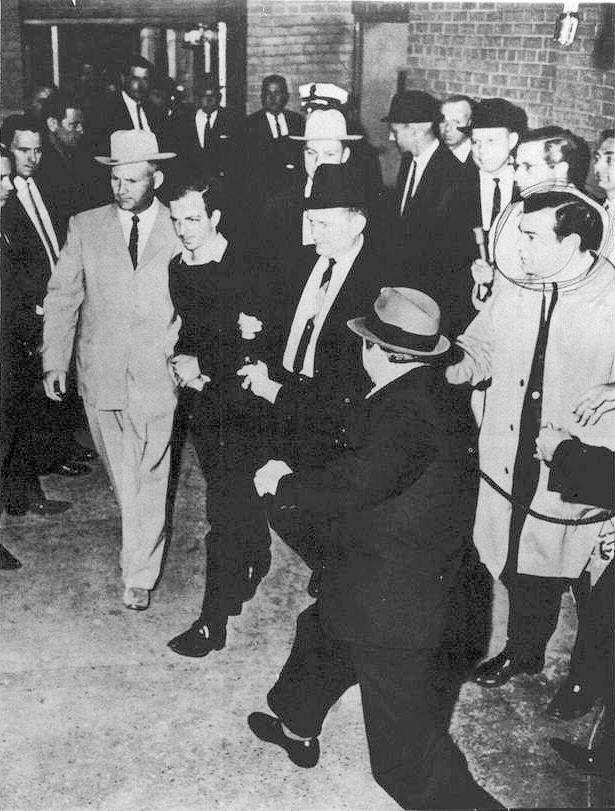
オズワルドがジャック・ルビーに狙撃される瞬間を撮った写真

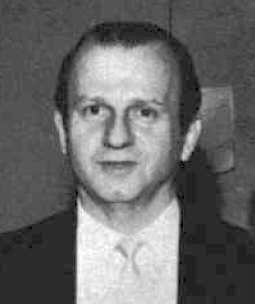
ジャック・ルビー

ケネディ大統領暗殺犯とされたリー・ハーヴェイ・オズワルドは、事件の2日後の11月24日11時21分にダラス警察本部から郡拘置所に移送される際に、警察本部の地下通路で、ダラスのナイトクラブ経営者でマフィアと関係が深いジャック・ルビー（改名前：ジャック・ルーベンシュタイン）によって射殺された。なお、この現場はアメリカ中にテレビで生中継されており、数百万が映像でこの瞬間を観た。
ルビーがオズワルドを射殺した理由は「夫が暗殺され悲しんでいるジャクリーン夫人とその子供のため」、「悲しみに暮れるケネディの妻・ジャクリーンが法廷に立つ事を防ぐ為」という不可解な理由であった。また、事件後にルビーがオズワルドと複数の人物を介して知人の関係であった上、なぜか暗殺事件発生直後からオズワルドの行動を常に追いかけていたことが複数の人物から証言があった。
また、この事件と何の関係もなく、かつ警察関係者でもマスコミ関係者でもないルビーが容易に署内に侵入できた理由についてウォーレン委員会は、ダラス警察本部の事前警戒の不備を厳しく批判するだけで、その理由については最終的に満足な説明はしていない。ただ大統領暗殺事件が起き、その容疑者が収監されたからと言って、警備体制は強化されず、入退館は特には制限されていなかった。
ただルビーの犯行が計画されたものでないことは明らかになっている。もともと10時にオズワルドを移送する予定(前日に報道陣に説明はしていた)であったところ、尋問が11時20分まで延びた24日、10時に起床し、すぐに自宅にダンサーから出演料の前借りを依頼する電話を受けたルビーは25ドルを振り込むために、急遽11時過ぎに車で警察本部と同じ区画の東角にあるウエスタンユニオン銀行の駐車場に着いた。その後11時17分に送金を終えて外へ出ると同じブロックの西の角にあるすぐ近くの警察署へ徒歩で移動し、オズワルド移送の動きがあるのを見て、車に愛犬を置いたまま銃を懐に警察署の地下通路を通って入って行った。ルビーがオズワルドを射殺するまで銀行を出てわずか4分後の犯行であった。もしオズワルドの移送が予定通り10時であったら、あるいはもう少し2～3分早く移送していたら11時21分の犯行は不可能であったことから、彼の衝動的な行動であったことは疑う余地はない。
ウォーレン委員会での証言にて、彼はプレルジンという錠剤をダイエット目的で常用しているとし、オズワルド殺害の日曜日の朝それを飲んだところ、それが刺激となって、突然、ユダヤ教信者として信仰への愛を示したい、ジャクリーン夫人を救わなければならないという感覚がわいてきたと明かした。プレルジンは、1952年に最初に合成された覚醒剤であり、もともとは食欲抑制剤として使用されていたが、多幸感や覚醒作用があるため乱用が広まったので 1980年代に市場から撤退した。
なお、死刑判決を受けたルビーは再審を待っている間に精神的に不安定になり「何者かに癌細胞を注射された」「ワシントンの刑務所に移送してくれたら本当のことをすべて話す」など不可解な言動が見受けられたという。4年後の1967年、肺癌による肺塞栓症により獄中で死亡した。

## 国葬

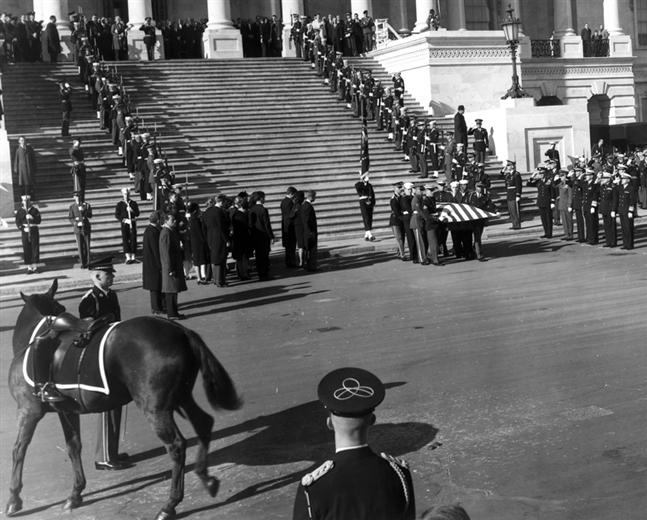
国会議事堂を後にして運ばれていくケネディ大統領の棺

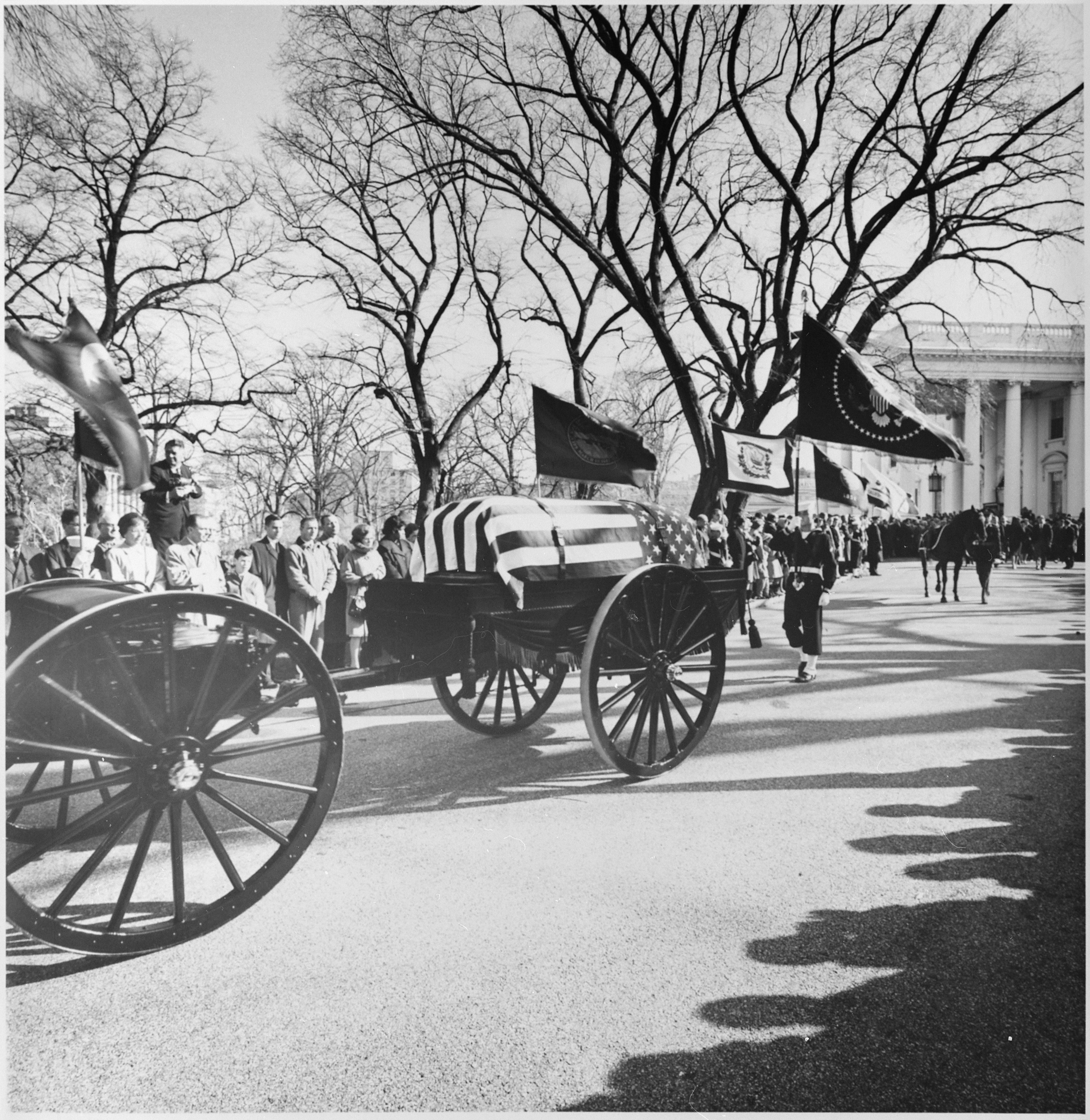
ホワイトハウスを後に砲車に載せて行進する大統領の棺

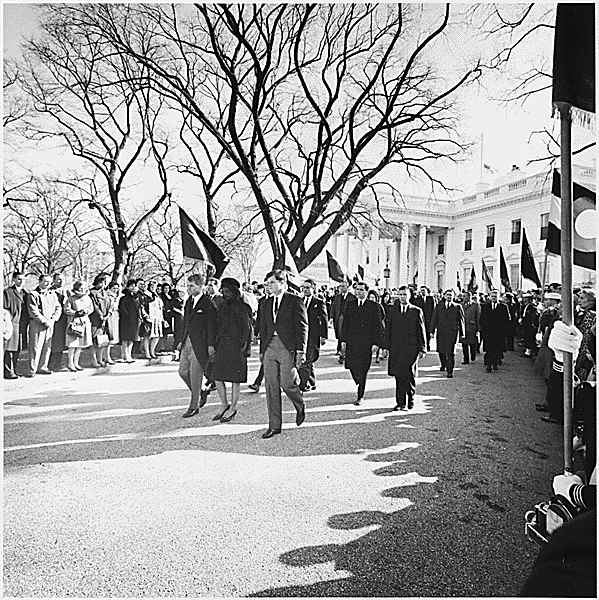
その後を歩いて教会に向かうジャクリーン(中)、ロバート(左)、エドワード(右)の3人

ベセスダ海軍病院での検死後にケネディの遺体はマホガニー製の棺に移され、11月23日4時24分にホワイトハウスに無言の帰宅をしてイーストルーム に安置された。23日10時にイーストルームでケネディ家および親しい友人のみの密葬が行われ、翌24日午後、犯人とされたオズワルドが撃たれたという情報が入った直後に国旗に覆われたケネディの棺は国会議事堂まで運ばれた。議事堂の円形大広間(ロタンダ)に棺が安置され、国会議員らによる追悼式が行われて、マンスフィールド民主党上院院内総務の追悼の辞、ジョンソン大統領からの献花、そしてジャクリーン夫人と娘キャロラインが棺の前に膝まずき、棺を覆う国旗にキスをした。
式が終わってからは一般の弔問となり、昼夜に渡っておよそ250,000人の人が弔問に訪れた。ケネディの弔問をするため10時間もの間、凍り付くほどの気温の中で行列に並び、その行列は40ブロック先にまで及んだ。この弔問は翌25日の葬儀直前の9時まで続いた。
ケネディの追悼行事は直ちに世界中で行われ、各国の米国大使館には多くの人々が弔問に訪れた。合衆国政府はケネディの国葬の日、11月25日（月）を全国民が喪に服す日とすることを宣言した。
葬儀は、25日10時20分にホワイトハウスから国会議事堂に車で向かい、10時40分に円形大広間でジャクリーン、ロバート、エドワードの3人が棺に祈りを捧げてから始まった。ホワイトハウスには世界各国から指導者が訪れていた。フランスからド・ゴール大統領とクーヴ・ド・ミュルヴィル外相、イギリスからエリザベス女王夫君のエジンバラ公とヒューム首相とウィルソン労働党党首、西独からエアハルト首相とブラント市長、日本から池田勇人首相と大平正芳外相、韓国から朴正煕大統領、ソ連からミコヤン第一副首相、ウ・タント国連事務総長など、92か国から首脳・政府高官ら220人が国葬に参加していた。国内ではトルーマン元大統領、アイゼンハワー元大統領、ニクソン前副大統領、ロックフェラーニューヨーク州知事、ゴールドウォーター上院議員、ウォレスアラバマ州知事、マーティン・ルーサー・キング牧師、ジョン・グレン中佐など、これらの要人がホワイトハウスに参集している頃に、10時55分頃に葬送の列が議事堂からホワイトハウスに向かうペンシルベニア通りを行進して、11時30分すぎにホワイトハウスに到着すると、すぐにジャクリーン、ロバート、エドワードらが車から降りて、棺が砲車に載せられ葬送のドラムの音とともに進んでいく中で、その後についてホワイトハウスからセント・マシュー大聖堂まで歩いて行った。外国の首脳もホワイトハウスからその後を追って歩いて行進した。これはジャクリーン夫人の希望であった。
ホワイトハウスからの葬列は、スコットランドのバグパイプ隊がアイルランドの曲を奏でる中を、まず海軍が先導して、カトリック司祭が2名、その後ろから6頭の馬に引かれて大統領の棺を載せた砲車、大統領旗を持った旗手、誰も騎乗しない馬、その後をジャクリーンとロバートとエドワードの3人が先頭で歩き、その後を米国政府首脳(その中にはジョンソン新大統領も)、そして各国首脳が距離にしておよそ2キロメートルの行程を歩き、12時頃にセント・マシュー大聖堂に到着した。
セント・マシュー大聖堂での告別式ではクッシング枢機卿が司り、テノール歌手ルイジ・ベナが「アベマリア」を歌った。告別式が終わり、セント・マシューズ教会の階段下で葬列が出発する際に、ケネディ大統領の長男であった当時3歳のジョン・フィッツジェラルド・ケネディ・ジュニアが目前で砲車に載せられて曳かれゆく父の棺に対し挙手の敬礼をした。

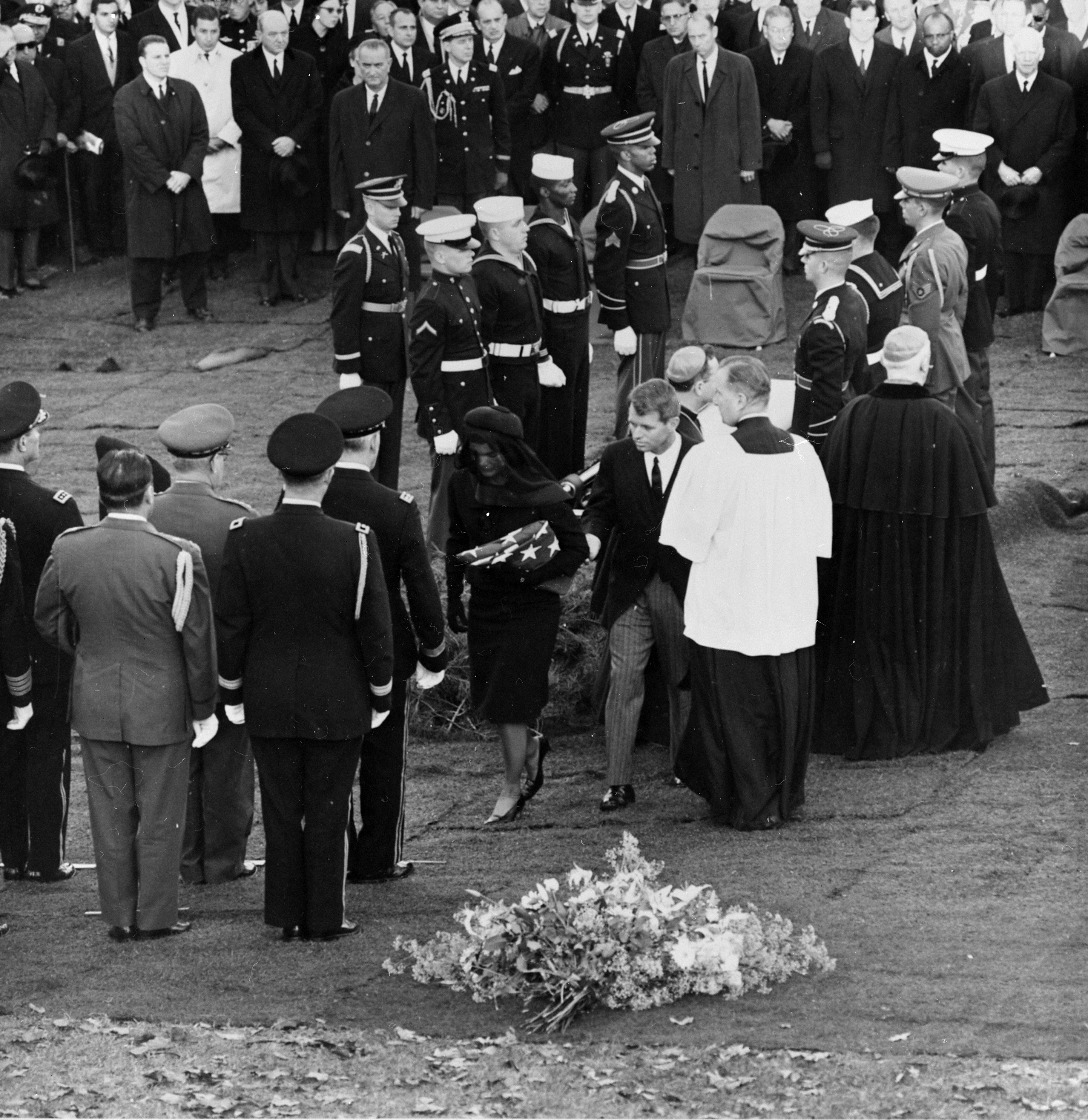
棺に覆われていた星条旗が畳まれジャクリーン夫人に渡されて、枢機卿に謝辞を述べて墓を去るジャクリーン夫人。横にロバート・ケネディ。（1963年11月25日）

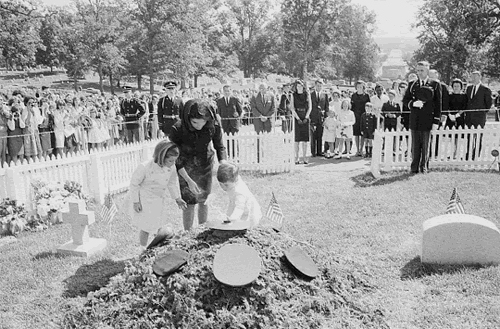
暗殺事件から半年後に墓地を訪ねたジャクリーンとキャロラインとジョン・ジュニア（1964年5月29日）

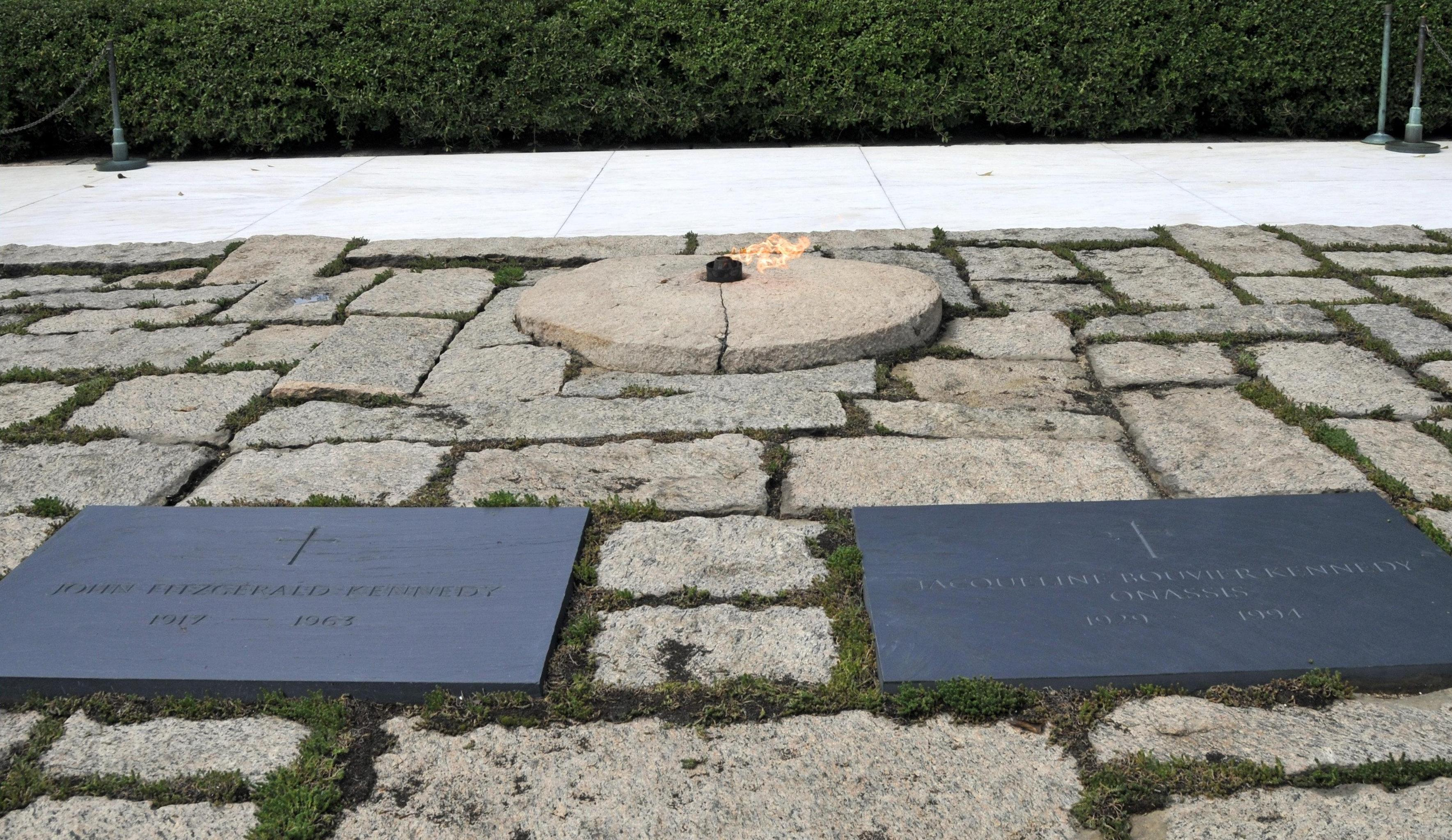
ケネディの墓

やがて13時15分に棺は埋葬のために葬送のドラムの音とともにアーリントン国立墓地に向かって出発した。参列者は今度は車に乗って墓地に向かった。14時30分には墓地予定地 に到着。墓地では埋葬式が行われて、3台の礼砲が21発の轟音を放ち、礼装の兵士達がそれぞれ3発の銃声を響かせ、そして陸軍軍曹が葬送ラッパを吹き、その悲しみの音が暮色のアーリントンの丘に吸い込まれていった。
そして永遠の炎にジャクリーン、ロバート、エドワードが松明で点火し、棺を覆っていた国旗がジャクリーンに手渡されて葬儀は15時に静かに終わった。
ケネディの葬儀は日本ではNHK総合テレビで26日午前7時15分-8時15分 (JST) に衛星中継でダイジェスト版が放送され、ビデオリサーチ・関東地区調べで38.5パーセントの視聴率を記録した。

## 政府による公式調査
ケネディ大統領暗殺の翌日11月23日にFBIのフーバー長官からジョンソン新大統領に事件の報告が行われ、オズワルドの単独犯行の可能性が強いことが伝えられたが、11月25日にジョンソンはフーバー長官に改めて大統領暗殺事件の全容についての公式報告を求めた。これはこの時点でFBIからの詳細な公式報告を受けてそのまま国民に公表することで事件の調査を終了するつもりであった。
ところがテキサス州の司法長官がケネディとオズワルドの死をめぐる事実関係を糾明する査問会議を行うことを発表し、翌26日に合衆国上院が調査特別委員会を設置することを発表し、そして翌27日には合衆国下院が独自に特別委員会の設置を発表した。大統領の衝撃的な暗殺、犯人とされた被疑者を警察署内で殺されるという異常な展開、そして動機も背後関係も一切謎のままとされて、事件があったテキサス州は連邦に対する強い州権意識から、そして議会は三権分立の立場から独自に調査に入る構えを示した。
これに対してジョンソンは11月29日に暗殺事件の調査を大統領直属の委員会を設置して早急に行い、国民の間に広がる疑惑や不安を払拭することを決めた。これで上下両院の独自調査は結局延期されて、テキサス州の調査も大統領直属の委員会に資料を提出することとなった。そしてこの調査委員会の委員長に起用されたのが当時の連邦最高裁判所長官アール・ウォーレンであった。
この委員会はウォーレン委員会と呼ばれ、1963年12月5日にスタートして、翌1964年9月24日に調査報告をジョンソン大統領に提出した。この調査報告はウォーレン報告と言われている。委員会の構成メンバーは最高裁判所長官（ウォーレン）、上下両院の与野党議員（リチャード・ラッセル、ジョン・クーパー、ヘイル・ボッグズ、ジェラルド・フォード）、前CIA長官（アレン・ダレス）、民間人（ジョン・J・マックロイ）の7名であった。
FBIは捜査を行った最初の機関だった。暗殺のわずか17日後、1963年12月9日にFBIの報告書はウォーレン委員会に提出された。FBIは3発だけが暗殺時に発射されたと報告して、1発目はケネディ大統領に命中し、2発目がコナリー知事に命中、3発目が大統領の頭部に命中し彼に致命傷を与えた。そして3発ともリー・ハーヴェイ・オズワルドが発射したと報告した。FBIは総計で25,000回の面接、約2,300項目と25,400頁にわたる報告書を委員会に提出 した。シークレット・サービスについては1,550回の面接、約800項目と4,600頁にわたる報告書を委員会に提出 している。
委員会はこの後に独自調査として延べ552人の証人喚問を行い（委員が出席して行う証人尋問は94名）、この中には、ジャクリーン夫人、コナリー知事夫妻、オズワルドの母マルガリート、そして妻マリーナも喚問している。やがて1964年9月に全文約296,000語、全888ページに全26巻の膨大な関連資料が付いた報告書がまとめられた。

### ウォーレン報告
9か月の調査後、1964年9月27日にウォーレン委員会報告書が公表された。委員会はリー・ハーヴェイ・オズワルドの単独犯行と結論付け、いかなる個人、団体、国家の共謀を示す証拠は発見できなかったとした。委員会の結論の骨子は
- ケネディ大統領暗殺犯はオズワルドただ一人である。
- オズワルドはまた、ダラス市警のチピット巡査をも殺害した。
- そのオズワルドはジャック・ルビーに単独で殺害された。
- この暗殺事件に絡む陰謀は内外を問わず一切発見できなかった。
- 大統領を撃った全ての銃弾はテキサス教科書倉庫ビル6階の窓から発射された。
- 大統領に向かって発射された銃弾は合計3発である。1発は大統領の背中から胸へ抜け、前方に座っていたコナリー知事の胸、手首、左の太ももを傷つけた。もう1発は大統領の頭部に命中してこれが致命傷となった。あとの1発は命中しなかった[110]。

### オズワルドの単独犯行
オズワルドの単独犯行説はローン・ガンマン・セオリー と呼ばれる。
2つの公式調査が、ディーリー・プラザのテキサス教科書倉庫 従業員リー・ハーヴェイ・オズワルドが暗殺者だったと結論を下した。一つの調査（ウォーレン委員会）はオズワルドが単独で行動したと結論を下し、1976年に別の調査（下院暗殺調査委員会）が開始されて2年後に発表された調査結果では「2人の銃撃者が大統領に発砲する可能性を排除するものではない」と結論付けた。。

### 3発の銃弾
委員会は暗殺時に3つの弾丸が発射され、2発の弾丸がケネディ大統領とコナリー知事に命中した。その弾丸は全てリー・ハーヴェイ・オズワルドがパレード車列の後方にあったテキサス教科書倉庫から発射した物として結論を下した。
委員会の判断はケネディ大統領の上背部に命中した弾丸は、首の正面近くを貫通し、コナリー知事を負傷させたと思われる。1発は車列から外れたと考えられる（クリント・ヒルは2発目が外れた弾丸であるとしている）。そして最後の弾丸は大統領の頭部に命中し致命傷となった。委員会は教科書倉庫の6階で3つの薬莢が発見されたことに注目していた。ライフル銃は近くに隠されていたことが判明した。ケネディとコナリーは別々の弾丸で傷つけられたのではなく、両者とも同じ弾丸で傷ついたとするのが適当だと提示した。弾丸はほとんど形状を保ったまま 担架（stretcher） から発見されたとされる。この説はシングル・ブレット・セオリーとして知られるようになった。
銃弾の入口とされるコナリー知事の背部（右半身）の鍵穴型の縦長の傷は、出口とされる胸部（右半身）の傷より小さかった。銃弾の入口とされる右手首（甲側）の傷は出口（掌側）よりも大きかった。この問題について、胸部を貫通した銃弾が回転し、前後逆に手首に侵入したとする「回転説（Tumbling Theory）」がある。1982年のジャーナリストとの私的な会話の中でコナリー知事は「（オズワルドが単独でケネディ大統領を暗殺したという事実は）絶対にない。一瞬たりとも、ウォーレン委員会の結論を信じた事はない」と語っている。

### その後の調査
1976年に、下院で1960年代のケネディ兄弟とキング牧師らの相次いだ暗殺事件について真相解明のための特別委員会（暗殺特別委員会）が設置されて2年間（1976年-78年）の調査が行われた。このケネディ暗殺から13年後の調査によると、暗殺前後の数分間、ダラス警察の白バイ警官のマクレーン（H・B・McLain）の無線は「送信」状態にされ、警察無線の通信指令席でレコーダー（プラスチックベルト）に記録されたとされる。下院暗殺調査委員会は、この口述録音機用録音テープの証拠の研究から、銃声は4発であるとして、狙撃者はオズワルド以外にもう一人いた可能性が高いと結論した。このテープはアメリカ国立公文書記録管理局に保管されているが、証拠能力には議論がある。下院暗殺調査委員会は音声記録の証拠認定を後に取り消している。

### ウォーレン報告の評価
この報告書が出てから9年後の1973年1月にジョンソン前大統領が世を去ったが、亡くなる前に「自分はオズワルドが引き金を引いたことまでは承服できる。だが委員会が暗殺事件を徹底的に掘り下げたかどうかは確信がない。私のカンだが、オズワルドは失敗に終わったキューバ侵攻作戦への復讐を狙うキューバ人と関連があったのではないか」と語っている。また、1975年4月25日の夕方のCBSイブニングニュースでウォルター・クロンカイトは、ジョンソンがケネディ暗殺がオズワルドの単独犯行だとは一度も考えたことがないとそれよりも6年前の1969年にインタビューで述べていたことを明らかにした。
また、最初にCIAを疑ったロバート・ケネディだが、50年後の2013年1月に息子のロバート・ケネディ・ジュニアがテレビでのインタビューで、父親がウォーレン委員会の答申を全く受け入れていなかったことを明らかにした。

## 陰謀論および仮説
オズワルドによる単独の犯行であったとする政府の公式説明に納得せず、何らかの陰謀があったと主張するものも多い。2003年の世論調査では、70パーセントの人々がケネディ暗殺は単独犯ではなく複数犯による犯行であったと考えている。実行犯についてもオズワルド以外に狙撃したものがいたとする説もある。証拠物件の公開が政府によって不自然にも制限されたり、大規模な証拠隠滅が行われたと主張するものもいる。リー・ハーヴェイ・オズワルドがダラス市警察本部でジャック・ルビーに射殺され、さらにジャック・ルビーが服役中に病死したのは口封じのためであるとする意見もある。陸井三郎は目撃証言者12人が変死または怪死していると主張している。
今日までに下記のような仮説、陰謀説が提示されている。

### マフィア壊滅作戦に反発したサム・ジアンカーナを中心としたマフィア主犯説
「マフィア主犯説」は、かつてサム・ジアンカーナらがケネディ本人や父のジョセフ・ケネディ・シニアによる依頼を受けて、大統領選挙におけるケネディ陣営の資金集めや不正を手伝ったにもかかわらず、その後ケネディがフーヴァーやロバートの忠告を受けてジアンカーナや共通の友人であるフランク・シナトラらとの関係を突然断った上に、ケネディ政権がロバートを中心にしてマフィアに対する壊滅作戦を進めたことを「裏切り」と受け取ったジアンカーナらを中心としたマフィアが、「裏切り」への報復と壊滅作戦の停止を目論んで行ったとするものである。
しかし、これには反論もある。大統領をいきなり暗殺することで生じる国家安全保障上のリスクを引き起こしたマフィアに対し軍部、諜報組織などから報復措置が全くとられていないという事実から考えて、彼らが事件の主導者であったとは考えにくいという意見である。
この事件ではマフィアは実行部隊の中心としては動くことは出来ても、計画と手配を推し進める政治力に欠けており、計画の立案から証拠の揉み消しを含めた論議の沈静化を図れるほどの実力は無く、事件に関与はできても主導する組織とはなりえないとする意見が多い。

### ピッグス湾事件の失敗を恨む亡命キューバ人主犯説
ピッグス湾事件の失敗を、「当時大統領に就任して間もないケネディが、土壇場でアメリカ正規軍の投入を中止したため」と考える者が、亡命キューバ人を中心とした実行部隊の遺族に多く、この失敗によりキューバにおける利権を取り戻すことが永遠にできなくなった亡命キューバ人やマフィアが、実行部隊の遺族らと団結してケネディの暗殺を行ったという説。
これはマフィア主犯説と同様の理由で根拠薄弱と見なされている。そもそも難民集団でしかない彼らには事件後見られたような証拠の揉み消しや政治工作と疑われるようなことを為す力は無く、やろうとすれば、アメリカ政府機関の反発を買い、自分達の政治的立場をさらに弱めてアメリカからも出て行かねばならない状況に陥るはずである。

### 軍産複合体の意を受けた政府主犯説
「軍産複合体の意を受けた政府主犯説」は、「ケネディの南ベトナムからのアメリカ軍による軍事顧問団の縮小計画と、その後に予想された軍事顧問団の完全撤収が『軍産複合体の利益を損ねる』と恐れた政府の中の一部勢力（といっても大統領を暗殺という手段で交代させられる以上、事実上の影の政府機関ではないかと見る向きも多い）が、CIAなどの諜報機関の有力者に様々なお膳立てをさせた上で大統領の警備を弱体化して犯行に及んだ」とするものである。
しかし、「軍事顧問」という名目でのアメリカ軍の正規軍の派遣や、重火器の貸与を含む南ベトナムへの軍事支援（これはアイゼンハワー時代から始まっていた）を追認という形ではあるが継続していたケネディが、本気でベトナムからの完全撤退を検討していたかを疑問視するものも多く、後の国務長官で歴史学者でもあり、軍産複合体とも懇意な関係だったヘンリー・キッシンジャーをはじめとした歴史学者からは「アメリカの支援が無ければ立ち行かないにもかかわらず、アメリカの意に反する行動を取り続けていたゴ・ディン・ディエム大統領率いる南ベトナム政府に対する脅しとして、このような撤退検討を発言したに過ぎない」という指摘がある。

### その他
上記の説以外にも、
- 解任されたことを根に持った元CIA長官のアレン・ダレス主犯説[要出典]
- FBI長官のジョン・エドガー・フーヴァー主犯説[要出典]
- ケネディによる不正選挙により負けたリチャード・ニクソン主犯説[要出典]
- ケネディの愛人として提供したマリリン・モンローを、自殺に見せかけて殺されたことに怒ったジアンカーナの主犯説[要出典]
- 宇宙人の存在を明らかにしようとしたケネディを消そうとした「影の政府（ディープ・ステート）」主犯説[要出典]
- コナリー知事を暗殺しようとしたが、間違えてケネディを殺してしまったテキサスマフィア主犯説[要出典]
- モルデハイ・ヴァヌヌが主張する、イスラエルの核兵器開発の実態を知られたくないダヴィド・ベン＝グリオン政権が主導して犯行を行ったという説[要出典]

など、ウォーレン委員会などで調査の対象になったものから、根拠の無い荒唐無稽なものまでがある。

### クレイ・ショー裁判
ケネディ暗殺事件が法廷上で検討された唯一の例がクレイ・ショー裁判であった。ニューオリンズのジム・ギャリソン検事は、1967年3月2日、ニューオリンズの実業家クレイ・ショー（Clay Shaw）を大統領暗殺に関わる陰謀罪で逮捕した。ギャリソンはクレイ・ショーがCIA経由でケネディ暗殺事件に関わっており、事件はCIA、軍部、国家の関与するクーデターであると主張した。裁判はギャリソンが敗北するが、後に、CIAがウォーレン委員会の批判者たちへ圧力をかけたこと、クレイ・ショーが実際にCIAのために働いていたことが公的に示された。1991年に公開された映画『JFK』はクレイ・ショー裁判をモデルにした作品である。

### 米国政府による公式発表の不可解な問題点への疑問を否定する内容
- ザプルーダー・フィルムでは、大統領の頭部が弾丸の衝撃により破壊された直後に大統領の上半身は後方に動いている。また、脳の一部が後方にも飛んでいる[117]。この映像について、その致命的な射撃は前方から行われたようにも見えることから、前方にも射撃手がいたとする議論がある。一方、フロントガラスに穴は空いていないし、頭部の破片が前方に飛び散っているのが確認できる。コナリーの膝の上にも親指大の脳の一部が飛んできたと証言している。前方は開けた場所しかないので狙撃手が隠れる場所がない。
- 海兵隊時代のオズワルドは、特級射手 (expert)、一級射手 (sharpshooter) 、二級射手 (marksman)の資格について、1956年12月に一級射手の資格に必要な得点をクリアしており、射撃の技量が高かったとされているが、1959年5月には二級射手の資格に必要な得点はクリアしているものの一級射手の資格に必要な得点はクリアしていない[118]。動く標的を使用した射撃訓練を行った記録はない。レーダーオペレーターに、高度な射撃訓練を行う意味がない。射撃能力はオズワルドの所属部隊では成績評価対象になっていない。
- エルム通りの教科書ビルの窓の外には常緑樹が茂っており、木の葉が邪魔して狙いにくい。なぜ、視界良好なヒューストン通りで撃たなかったのか、長年に渡り明確に説明できる仮説がなかったが、「コナリー仮説」であれば、問題なく科学的に説明が可能である。
- さらに、「政府側報告（ウォーレン委員会）によるオズワルドが使用したボルトアクション方式のカルカノ銃では 5-6 秒程度の間に三発発射し二発を命中させるのは非常に困難であり、事件後から現在に至るまで行われた検証実験で成功した例は皆無である[要出典]」という見解があるが、ウォーレン委員会報告書では、3発で少なくとも4.9秒から7.9秒超をもあり得るとしただけで、何発目が外れたかによって違ってくるので、それは明確な証拠がないため結論が出せないとした。「ウォーレン委員会、5-6 秒、3発」は完全なデマである。
- また、通常は一発目、二発目、三発目と順を追うごとに照準に狂いが生じるものだが、致命傷を与えた最も正確な射撃は3発目とされている（ザプルーダー・フィルムの分析から発射した時間は 5-6 秒より長いとする説[要出典]もある）。だが、ターゲットまでの距離が遠いほど、照準に狂いが生じるとの単純な考えは誤りである。ターゲットまでの距離に応じてスコープの角度を調整し、重力による銃弾のドロップと、スコープの中心がターゲットとの距離でちょうどクロスするように設定する。しかし、オズワルドのスコープには調整機能がないため、初期値として、約60〜80mの間で弾道のドロップと照準の中心は交差していたものと考えられる。よって、それよりも短い距離では外れやすく、それより長い距離でも外れやすいと言える。ウォーカー将軍暗殺未遂の際、約30mの距離で失敗している。教科書倉庫からも1発目を外している。これらから、オズワルドは弾道学の基本事項を理解していなかったと考えられる。

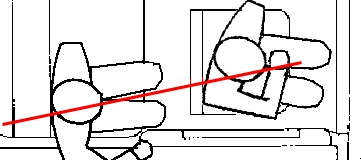
ウォーレン委員会の報告による致命傷を与えた銃弾の軌道
後部に座っているのがケネディ大統領、前に座っているのがコナリー知事

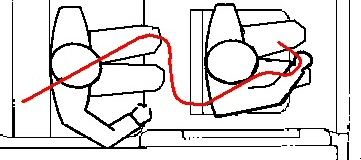
陰謀論者が問題視する「魔法の弾丸」

- （大統領頸部への1銃弾を考慮すると、）大統領とその同乗者の他の被弾箇所（約5箇所）が政府見解である1発の銃弾で説明できるか（いわゆる「魔法の銃弾」の謎。アメリカのケーブルTV番組ディスカバリーチャンネルによる再現実験では、ザプルーダフィルム223コマ目における位置を再現しカルカノ銃を使用した銃創は、一直線の弾道とほぼ一致したとしている）。また、命中弾はいずれも胴体を貫通していないにもかかわらず、上着に銃弾による穴が空いている[注釈 119]。
- オズワルドの両手からは硝煙反応が出たが、頬からは硝煙反応が出なかった（通常ライフルを使用すると手だけではなく顔や上半身全体に硝煙が付着する）。これは、銃口が窓の外に出ており、カルカノの構造上、硝煙ガスが銃口のみから出て、顔付近から漏れにくいためであると考えられる。凶器とされたライフルからは、検査では指紋は発見されなかった。オズワルド殺害の翌日（11月25日）に掌紋が発表された。銃床を外した内部部分に掌紋があった。押収後すぐに採取されていたが発表したものと勘違いしていたため、発表が遅れた。
- 暗殺直後オズワルドは逃げもせずビル内の食堂でコーラを飲んでくつろぐなどした[要出典]。狙撃地点とされる部屋から食堂へ向かう階段には女性が2人いたが、その女性はオズワルドは通っていないと証言した[要出典]。食堂のオズワルドを警官が1度やり過ごしている。だが、コーラは手に持っていただけで、くつろいではいない。エレベーターを利用可能にするように、同僚に前もって指示していた。警官は銃を突きつけながら、責任者に従業員かどうか確認の上やり過ごした。
- 教科書ビルから撃たれたとした警官が包囲に10分もかかったのに対し、その後オズワルドを逮捕するまでの経緯は不自然なまでに鮮やかだった。ディーリープラザではどこからの発砲か特定するのに時間がかかっただけであり、テキサス劇場とティピット巡査殺害現場までは徒歩で行ける近さであり、パトカー無線により市民からティピット巡査殺害の一報を受け、現場へ複数パトカーが急行していたからである。また、テキサス劇場まで靴屋の店主ブリューワーが追跡していた。
- 証拠物件の公開が政府によって、2029年（下院暗殺調査委員会）もしくは2039年（ウォーレン委員会）まで不自然にも制限されている（後に情報公開法により短縮）。資料はアメリカ公文書図書館に保管されているが、現在でも資料の多くが紛失している[要出典]ため、完全に真実が明らかになるかどうかは未知数である。

### その他の指摘された問題点
- 物的証拠、映像、写真から、最低7発の銃弾が放たれていた事が確認できるとする見解がある[要出典]。最初の銃弾は逸れ、ケネディ大統領の首、背中、右側頭部、コナリー知事の背中、リムジンのフロントグリル（およびフロントガラス）、見物人の足元の縁石。オズワルド単独での犯行は不可能に思える。一方、車内から発見された銃弾は2発分なので、証拠から考えると、残り5発は蒸発しなければならないので、この考えはあり得ないと言える。
- 「パレードルート変更の謎」説：当時のダラス市長、アール・カベルの指示で、事件当日に狙撃されやすいルートにパレードコースが変更されたという説。カベルがピッグス湾事件で更迭された CIA 副長官のチャールズ・カベルの弟であったことや、歴代大統領は慣例で直線コースをパレードするにもかかわらず、迂回ルートが車の速度を落とさなければならないルートであったことから、この説が提唱された。

しかしながら、この説は多くの記事ですでに否定されている。パレードが迂回ルートに変更になったのは、直進ルートだった場合、その先の高速道路の入口道路の形状の影響でパレード車列が渋滞してしまうことが予測されたためであり、保安上の理由から妥当なルートであった。メインストリートからは分離帯があって、物理的に進入できない。交通ルールを無視すれば、180度Uターンを2回すれば、進入できなくはないが、大統領専用車の大型車では切り返しなしでは難しいと考えられる。その際停車することになるのでより危険性が増す。追走しているプレスの乗ったバスには、180度Uターンを2回は不可能である。
- 事件当日のダラスは快晴だったにもかかわらず、ザプルーダー・フィルムに黒いこうもり傘をさした人物が映っている。この人物は通称アンブレラマン (The umbrella man) と呼ばれ、映画『JFK』にも登場する。アンブレラマンを暗殺グループの一員とする説もある。なお、自分がアンブレラ・マンであると主張する人物、ルイス・ウイット (Louis Witt) はケネディ暗殺下院特別調査委員会（1978年） において証言をおこなっている。(cf. Umbrella man (JFK assassination))
- 本来なら大統領の近辺にいなければならないシークレット・サービスが後ろへ退くように命令された（大統領狙撃時に車に飛び乗ったクリント・ヒルによると車両間隔は 5 ft≒1.5m。大統領のリムジンには2人のシークレット・サービスが同乗していた（ロイ・ケラーマン、ビル・グリアー）。後続車と白バイ警官はリムジンを追い、クリント・ヒルら4人のシークレット・サービスは後続車のサイドステップに立っていた）[注釈 120]。
- 傷口が変造されていた[121]とする見解があるが、単に救命措置で気管挿入するために切開され広げられただけである。
- 検視の医者は弾丸の検視の専門医ではなかった。このためか、ケネディが背中の古傷のせいで猫背気味であることが失念され、命中時の入射角の判定に誤りが生じたと言われる[注釈 121]。
- 発見された銃弾は本物かという話がある。銃弾（証拠物件399、コナリー知事の担架（stretcher）から発見された）は、垂直方向（銃弾の進行方向）には変形せず、水平方向には圧縮されたように変形していた。弾頭部分は損傷していなかった。水平方向に圧縮された変形は特殊であり捏造する事が難しいと言えるし、なぜありえなさそうな形状にわざわざ捏造するのか意味が不明である。専門家の調査の上で、本物と判定され、証拠物件に採用されている。弾丸が水平方向に圧縮されたのは、ケネディの首を出た後、回転し、下向き（あるいは上向き）でコナリーの背中に入って、肋骨に当たって変形したと考えられる。
- 暗殺事件発生当時、閣僚の大半は外遊しており、また、ケネディ死亡の公式発表から、ジョンソンの宣誓式までの数十分間、いわゆる「権力の空白」時間が流れている。もっと正確に言えばケネディが撃たれて即死に近い状態であったことを考えると12時30分から14時38分まで権力の空白が生じたことになる[注釈 122]。
- 2013年のドキュメンタリー"Cold Case JFK"では、専門家たちによりケネディ暗殺の状況を再現する実験が行われた。この中では、ケネディの首を貫いた弾丸がコナリーの背中と右手を貫いてもほぼ変形しない状態に保たれること、オズワルドが単独でケネディとコナリーを銃撃することは可能だったことが実験によって立証されたとする[注釈 123]。ケネディに致命傷を負わせた弾丸は、背後からの銃撃によるものだったことも専門家の調査によって立証されたとしている[注釈 124]。弾丸の変形は、ケネディの骨には当たっておらず、ケネディの首を出てから、回転し、下向け（あるいは上向き）の状態で、コナリーの背中に当たったため、コナリーの背中の傷は、縦長の「キーホール（鍵穴）」型になっている。

## 未公表のドキュメント
当初、本事件に関する機密資料は「この事件と関連する無実の人々が被害を受けないよう保護するため」という理由で政府により2039年まで非公開の予定だった。しかしながら、1966年に制定された情報公開法（Freedom of Information Act）によりウォーレン委員会による記録の98％は一般公開された 。そして、1992年にジョージ・H・W・ブッシュ大統領は、25年以内に暗殺関連の機密文書を全面公開することを義務付ける法律、ジョン F. ケネディ大統領暗殺記録収集法に署名した。この法案の成立には1991年に公開されたオリバー・ストーン監督の映画JFKの影響による大衆の関心の再燃があった。2017年に公開期限を迎え、当初ドナルド・トランプ大統領は機密保持の延長をしないことを表明していたが、CIA等が公開延期を求めた一部の資料についての公開を180日後まで保留、7月24日に機密資料3810点、法律の期限切れとなる10月26日に2891点が公開された。一方で、公開が保留された一部の資料については、最終的に判断が延期され、2021年10月までに改めて公開の是非を検討することとなった。2021年10月23日、ジョー・バイデン大統領は未公表の資料の全面公開を2022年12月15日まで再延期することを発表、同年12月15日に新たに機密資料1491点が公開された。2022年12月15日には機密資料1万3000点を公開した。ホワイトハウスは今回の公開で、全体の97％以上が公表されたことになると発表、同時に2023年6月まで一部資料の非公開を決めた。理由は「特定による危害」を防ぐためだと説明した。その後、2023年6月30日に米国立公文書館は機密文書の検証を完了し、2600点の機密資料を公開したこと、これにより全体の99％が公開されたことを発表した。2025年1月23日、大統領に再就任したドナルド・トランプは事件に関する機密文書の指定を解除し、15日以内に公開するよう命じる大統領令14176号に署名。3月18日、8万ページにも及ぶ資料が公開された。

### その他の情報
暗殺の瞬間をザプルーダーよりも間近でフィルム撮影していたと思われる身元不明の女性がおり、研究家により、バブーシュカ・レディーと呼ばれている。他のフィルムや写真には、メアリー・モーマンとジーン・ヒルの右後方で、彼女がフィルム撮影をしている姿がはっきりと映っている。この女性の身許は特定されておらず、フィルムも確認されていない。1970年に、自分がバブーシュカ・レディーであると主張する女性が現れているが、その証言には複数の矛盾点が指摘されている。そもそも、この女性が暗殺事件に何の関係があるのか誰も明らかにしていない。
暗殺当日に撮影された それまで未公開だったカラーフィルム が、テキサス市の Sixth Floor Museum によって新たに2007年2月20日に公開された。フィルムは実際の暗殺の90秒ほど前に、ジョージ・ジェフリーズ (George Jefferys) によって現場から数ブロック離れた地点で撮影されたものである。

## ロバート・ケネディ暗殺事件
ジョン・F・ケネディが暗殺された5年後の1968年、実弟であるロバート・ケネディも暗殺された。ロバートはカリフォルニア州で行われた民主党大統領予備選に圧勝し、同6月5日に同州ロサンゼルスのアンバサダーホテルで予備選勝利宣言を行ったが、その直後にサーハン・サーハンによって銃撃を受け倒れ、右脳を損傷し意識不明の重体となった。この模様は当時テレビが実況中継している最中に起こり、床に倒れたロバートの傷ついた姿は4時間後には衛星中継で日本にも送られた。そして意識を回復することなく翌6月6日に死去した。

## ケネディ大統領暗殺事件の文献資料
- 『アサヒグラフ ケネディ大統領暗殺される 1963年12月6日号』 朝日新聞社 1963年
- 『週刊朝日 緊急増刊 ケネディ大統領暗殺 1963年12月10日号』 朝日新聞社 1963年
- 『現代の眼』1964年1月号（陸井三郎「ケネディ暗殺の背景」）現代評論社 1964年
- 陸井三郎『現代のアメリカ』 三一書房 1964年
- AP通信社(編集)、朝日新聞社（翻訳）『ダラスの金曜日 ケネディ最後の四日間』 朝日新聞社 1964年
- トーマス・ブキャナン（著）、内山敏（翻訳）『誰が大統領を殺したか？』 文藝春秋新社 1964年
- 大森実監修『ケネディ暗殺の真相 ウォーレン報告』 弘文社 1964年
- 仲晃『ケネディ暗殺事件 その背景と真実』 弘文堂 1964年
- レオ・ソヴァージュ（著）、西川一郎（翻訳）『ケネディ暗殺事件』 上巻・下巻 合同出版 1967、68年
- ウイリアム・マンチェスター（著）、宮川毅（翻訳）『ある大統領の死』 上・下 恒文社 1967年
- ネリン・E・ガン（著）内山敏　訳「ダラスの紅いバラ」 筑摩書房 『現代世界ノンフィクション全集24』 1967年
- マーク・レーン（著）、中野国雄（翻訳）『ケネディ暗殺の謎 オズワルド弁護人の反証 』 徳間書店 1967年
- バートランド・ラッセル「ケネディ暗殺事件に疑問を持つ」＜『ラッセル自伝』（理想社,1971年）所収＞
- マーク・レーン（著）、ドナルド・フリード（著）、井上一夫 (翻訳)『ダラスの熱い日 』 立風書房 1974年（フィクション）
- アメリカ合衆国CIA国内活動調査委員会（著）、毎日新聞社外信部（翻訳）『CIA アメリカ中央情報局の内幕 ロックフェラー委員会報告』 毎日新聞社 1975年
- ロバート・サム・アンソン（著）、和田敏彦（翻訳）『彼らは大統領を撃った ケネディ暗殺の謀略を追う』 角川書店 1976年
- バート・R・シュガー（著）、長沼芳夫（翻訳）『暗殺の構図 米国指導者暗殺の系譜』 荒地出版社 1978年
- 落合信彦『二〇三九年の真実 ケネディを殺った男たち』 集英社 1979年
- ジェームズ・マッキンレー（著）、和田敏彦（翻訳）『アメリカ暗殺の歴史 』 集英社 1979年
- エドワード・J・エプスタイン（著）、高田正純（翻訳）『アメリカを撃った男 オズワルドの謎 』 早川書房 1981年
- ディヴィッド・S・リフトン（著）、土田宏(翻訳)『ベスト・エヴィデンス ケネディ暗殺の虚実』 上巻・下巻 彩流社 1985年、1986年
- 広瀬隆『億万長者はハリウッドを殺す』 下巻 第11章 講談社 1989年
- コンノケンイチ『ケネディ暗殺とUFO』 たま出版 1989年
- 土田宏『ケネディ兄弟の光と影』 彩流社 1992年
- ジェイムズ・スパダ(著)、広瀬順弘（翻訳）『ピーター・ローフォード ケネディ兄弟とモンローの秘密を握っていた男』上・下 読売新聞社 1992年
- マーク・レーン(著)、飯塚忠雄（翻訳）『大がかりな嘘 だれがケネディを殺ったのか 』 扶桑社 1992年
- チャールズ・クレンショー（著）、岩瀬孝雄（翻訳）『JFK謀殺 医師たちの沈黙』 早川書房 1992年
- 文藝春秋（編集）『JFK暗殺の真実 ケネディ解剖医、28年間の沈黙を破る!』 文藝春秋 1992年
- クレイグ・ジーベル（著）、石川順子（翻訳）『テキサス・コネクション JFK暗殺 ジョンソンの最も危険な賭け』 竹書房 1992年
- 堀田宗路『ジョン・F・ケネディの謎 権力の陰謀とアメリカの悪夢』 日本文芸社 1992年
- ジム・ギャリソン（著）、岩瀬孝雄（翻訳）『JFK ケネディ暗殺犯を追え』 早川書房 1992年
- 仲晃『パクス・アメリカーナの転回 ジャーナリストの見た現代史』 岩波書店 1992年
- オリバー・ストーン、ザカリー・スクラー（著）、中俣真知子、袴塚紀子（翻訳）『JFK ケネディ暗殺の真相を追って』 テンプリント 1993年
- 桧山良昭『ケネディを撃った男たち 現代史の謎』 東京書籍 1993年
- 井上一馬『ケネディ その実像を求めて』第1章、第9章 講談社 1994年
- ジョン・H・デイヴィス（著）、市雄貴（翻訳）『マフィアとケネディ一族』 朝日新聞出版 1994年
- 松尾弌之『JFK 大統領の神話と実像』 ちくま書房 1994年
- 仲晃『ケネディはなぜ暗殺されたか』 日本放送協会 1995年
- 瀬戸川宗太『「JFK」悪夢の真実 ベトナム戦争とケネディ暗殺のシネマ学』 社会思想社 1995年
- ロバート・D・モロー（著）、河合洋一郎（翻訳）『ケネディ暗殺 アメリカに殺されたJFK 』 原書房 1996年
- 小池英夫『ケネディ暗殺事件見聞録』 ラ・テール出版局 1996年
- 『週間 マーダーケースブック ケネディ暗殺』 デアゴスティーニ 1996年
- 『週刊YEARBOOK 1963 昭和38年日録20世紀 ケネディ大統領暗殺!』 講談社 1997年
- サム&チャック・ジアンカーナ（著）、落合信彦（翻訳）『アメリカを葬った男』 光文社 1997年
- ジョン・ニューマン（著）、浅野輔、池村千秋（翻訳）『オズワルド 「ケネディ暗殺犯」と疑惑のCIAファイル』 TBSブリタニカ 1997年
- 宮本倫好『大統領たちのアメリカ 指導者たちの現代史』 丸善 1997年
- フリッツ・スプリングマイヤー（著）、太田龍（翻訳）『イルミナティ 悪魔の13血流 世界を収奪支配する巨大名家の素顔』第6章 ベストセラーズ 1998年
- ジョナサン・バンキン、ジョン・ウェイレン（著）、石谷尚子（翻訳）『「超陰謀」60の真実』 徳間書店 1998年
- 落合信彦『決定版 2039年の真実』 集英社 1999年
- 布施泰和『ジョン・F・ケネディ暗殺の動機』 近代文芸社 2000年
- 藤本一美（編）『ケネディとアメリカ政治』 EXP 2000年
- 奥菜秀次『ケネディ暗殺 隠蔽と陰謀』 鹿砦社 2000年
- 柘植久慶『JFKを撃った男 テロリストの眼から暗殺のナゾを解く』 小学館 2000年（フィクション）
- 柘植久慶『歴史を変えた「暗殺」の真相 時代を動かした衝撃の事件史』第42章 PHP研究所 2003年
- 土田宏『秘密工作 ケネディ暗殺 天国からのメッセージ』 彩流社 2003年 ISBN 4-88202-855-7
- 三浦二三男『J・F・K ダブルステイツ』新風舎 2003年
- 浜田和幸『黒いホワイトハウス 今なお消えぬケネディ家の呪い』 祥伝社 2004年
- ウィリアム・レモン、ビリー・ソル・エステス（著）、広田明子（翻訳）『JFK暗殺 40年目の衝撃の証言』 原書房 2004年
- バー・マクレラン（著）、赤根洋子（翻訳）『ケネディを殺した副大統領 その血と金と権力』 文藝春秋 2005年 ISBN 4-16-367680-5
- エドワード・クライン（著）、金重紘（翻訳）『ケネディ家の呪い』 綜合社 2005年
- 渡邉良明『J.F.ケネディvs.二つの操り人形 小泉純一郎と中曽根康弘』 熊本出版文化会館 2006年
- マイケル・コリンズ・パイパー（著）、太田龍（翻訳）『ケネディとユダヤの秘密戦争』 成甲書房 2006年
- 海野弘『陰謀の世界史』文春文庫 2006年
- 『世界史未解決事件ファイル』第二章 PHP研究所 2006年
- ギャレス・ジェンキンズ(著)　澤田澄江(翻訳)「ジョン・F・ケネディ　フォトバイオグラフィ」原書房　2006年
- 『未解決事件の謎と暗号』第二章 青春出版社 2007年
- 土田宏『ケネディ 「神話」と実像』第七章 中央公論新社 2007年
- 奥菜秀次『捏造の世界史』第三章 祥伝社 2008年
- 大澤正道『暗殺の世界史』 第九章 PHP研究所 2008年
- ティム・ワイナー（著）、藤田博司、山田侑平、佐藤信行（翻訳）『CIA秘録』上 第3部 文藝春秋 2008年
- ジョン・コールマン（著）、太田龍（翻訳）『新版 300人委員会（下）陰謀中枢の正体』第14章 成甲書房 2008年
- 週刊『歴史のミステリー』5号（歴史検証ファイル ケネディ暗殺事件の首謀者は誰だったのか）デアゴスティーニ 2008年
- 『週刊朝日百科 週刊昭和 2009年1月18日号』 「特集 ケネディ暗殺の衝撃」朝日新聞出版 2009年
- 『歴史108のミステリー 暗殺・闇の真実』 コスミック出版 2009年
- 『世界中が凍りついた疑惑の大事件』第三章 河出書房新社 2009年
- 『ケネディ暗殺 暗殺の検証と最期の2日間』（DVD） コスミック出版 2009年
- アーサー・ゴールドワグ（著）、住友進（翻訳）『カルト・陰謀・秘密結社大事典』 河出書房新社 2010年
- グループSKIT『世界の見方が変わる「陰謀の事件史」』PHP研究所 2010年
- 小田桐一『歴史を震撼させた暗殺事件』彩図社 2010年
- 『検証 陰謀論はどこまで真実か』第三章 文芸社 2011年
- 奥菜秀次『アメリカ陰謀論の真相』第三章 文芸社 2011年
- 小川謙治『ケネディ暗殺の真犯人とUFOアポロ疑惑』 学研パブリッシング 2013年
- ジム・マース（著）、 渡辺 亜矢（翻訳）『マスメディア・政府機関が死にもの狂いで隠蔽する 秘密の話』 河出書房新社 2013年
- フィリップ・シノン(著)、村上和久（翻訳）『ケネディ暗殺〜ウォーレン委員会50年目の証言〜』上下巻 文藝春秋 2013年
- クリント・ヒル、リサ・マッカビン(共著) 白須清美(翻訳)『ミセス・ケネディ～私だけが知る大統領夫人の素顔～』原書房 2013年

## ケネディ大統領暗殺事件を扱ったドキュメンタリー

### 映画
- 『ケネディ大統領・稲妻の二年十カ月』（1964年、アメリカ）
- 『JFK/最後の真実』（1992年、アメリカ）
- 『バーチャル JFK 〜ベトナム戦争は回避できたか〜』（2008年、アメリカ）
- 『JFK/新証言 知られざる陰謀【劇場版】』（2021年、アメリカ、オリヴァー・ストーン監督）
- 『あの日アメリカで何が 映像記録・ケネディ暗殺60年』（2023年、イギリス）

### テレビ番組
- November 22nd and The Warren Report(1964)[137]
- Was There More Than One Gunman in the JFK Assassination? The Warren Report Compilation (1967)[138]
- "RUBY AND OSWALD" (1978)[139][140]
- Who Was Lee Harvey Oswald? (full documentary) | FRONTLINE(1993)[141]
- The Kennedy Assassination: Beyond Conspiracy by Dale Myers, paid by ABC(2003)[142]
- JFK Beyond The Magic Bullet (2004)[143]
- 『疑惑の陰謀 JFK暗殺容疑者の殺害』（Conspiracy？Jack Ruby／ヒストリーチャンネル 2004年）
- 『発掘テープが語る ケネディ暗殺』（The Lost JFK Tapes -The Assassination／NHK BS 2009年）
- 『JFK アメリカを変えた三発の銃弾』（JFK-3 Shots That Changed America／ヒストリーチャンネル 2009年）
- 『ケネディ大統領暗殺後の24時間』（The Kennedy Assassination: 24 Hours After／ヒストリーチャンネル 2009年）
- 『ケネディ大統領を殺した男』（Killing Kennedy／ナショナルジオグラフィックチャンネル 2013年）
- 『ケネディ大統領暗殺の真相』（JFK: The Lost Bullet／ナショナルジオグラフィックチャンネル 2013年）
- 『JFK：その時すべてが変わった』（JFK： The Day That Changed Everything／ナショナルジオグラフィックチャンネル 2013年）
- 『JFK：人生を変えた七つの岐路』（JFK- Seven Days That Made A President／ナショナルジオグラフィックチャンネル 2013年）
- 『決定版：JFK暗殺 最新レポート』（JFK Assassination: The Definitive Guide／ヒストリーチャンネル 2013年）
- 『オズワルド〜最後の48時間〜』（Lee Harvey Oswald: 48 Hours to Live／ヒストリーチャンネル 2013年）
- 『JFK暗殺のシナリオ』（Capturing Oswald／ディスカバリーチャンネル 2013年）
- 『コールド・ケース JFK〜暗殺の真相に迫る〜』（Cold Case JFK／NHK BS1 2013年）
- 『ダラスより速報　午後1時JFK死す』（One PM Central Standard Time／NHK BS1 2013年）
- 『解禁!JFK暗殺事件の未公開ファイル』（JFK Declassified: The New Files／ヒストリーチャンネル 2017年）
- 『NHKスペシャル 未解決事件 File.08 JFK暗殺』（NHK 2020年）
- 『JFK:アメリカを襲ったあの日の出来事』（2023年、アメリカ・イギリス）

## ケネディ大統領暗殺事件を扱った作品

### 映画
- 『怒りの用心棒』 - Il prezzo del potere (1969年) - マカロニ・ウェスタン。ガーフィールド大統領暗殺事件と本事件をモチーフとしている。
- 『ダラスの熱い日』 - Executive Action (1973年)
- 『愛はエーゲ海に燃ゆ』 - The Greek Tycoon (1978年) - アリストテレス・オナシスとケネディ夫妻をモデルとした映画。
- 『JFK』 - JFK (1991年)
- 『ジャック・ルビー』 - Ruby (1992年)
- 『ザ・シークレット・サービス』- In the Line of Fire (1993年)
- 『暗殺調書』- Fatal Deception: Mrs. Lee Harvey Oswald (1993年) - オズワルドの妻マリーナ・オズワルド・ポーターが主人公。
- 『Timequest』- (2000年) 日本未公開。
- 『パークランド ケネディ暗殺、真実の4日間』- Parkland (2013年) - パークランド記念病院が舞台。
- 『ジャッキー/ファーストレディ 最後の使命』- jackie (2016年)
- 『LBJ ケネディの意志を継いだ男』- LBJ (2016年)
- 『アイリッシュマン』- The Irishman (2019年)

### ドラマ
- 『大統領を撃った男/ケネディ暗殺の謎・オズワルドの証言』- The Trial Of Lee Harvey Oswaldo (1977年) - TVムービー
- 『ダラスの長い日/ケネディ大統領暗殺事件』- Ruby and Oswald (1978年) - TVムービー
- 『バック・トゥ・ザ・JFK』- Running Against Time (1990年) - TVムービー
- 『ダークスカイ』 - Dark Skies (1996年)
- 『PAN AM/パンナム』 - Pan Am (2011年 - ) 第12話（2012年1月放送）で「ケネディ大統領狙撃」に関する当時のニュース映像が使用された。
- 『ケネディ大統領を殺した男』- Killing Kennedy (2013年) - TVムービー

### 小説
- 『11.22.63』 - スティーヴン・キングの2011年出版の小説。
- 『征途』 - レイテ沖海戦での勝利をきっかけに分断国家となった日本の戦後を描いた佐藤大輔の架空戦記。史実同様、ケネディはダラスでのパレード中にオズワルドによって狙撃されたが、ケネディは生存して大統領職を続けた一方、ジャクリーン夫人が犠牲となっている。また、作中ではオズワルドも史実同様ルビーによって銃撃されたが、こちらも一命を取り留めたことが言及されている。

### ゲーム
- 『JFK: Reloaded』- イギリスのWindows用ゲームソフト。事件から41年目の2004年11月22日発売。ダウンロードによる販売。プレイヤーはオズワルドになり、ケネディを狙撃する。最初に「暗殺」したプレイヤーに賞金をかけたこともあり、不謹慎であると物議をかもした。2011年現在ではサイトも閉鎖されている。
- 『マフィアIII』- アメリカの開発スタジオであるHangar 13が開発し、2K Gamesが販売した犯罪アクションゲーム。時代設定はケネディ暗殺の5年後となる1968年で、ニューオーリンズをモデルとしたルイジアナ州・ニューボルドーが舞台。主要登場人物のうち、主人公の友人でベトナム派遣経験を持つCIA情報員のジョン・ドノヴァンが事件の真相を調べている。また本作では暗殺事件を、マフィアと一部政治家が共謀し行ったものとしている。